# Léopold Ier (roi des Belges)
Vous lisez un « article de qualité » labellisé en 2020.
Pour les articles homonymes, voir Léopold Ier et Léopold de Belgique.
Léopold Ier, connu auparavant sous le nom de Léopold Georges Chrétien Frédéric de Saxe-Cobourg-Saalfeld, né le 16 décembre 1790 à Cobourg (en Saxe-Cobourg-Saalfeld) et mort le 10 décembre 1865 au château de Laeken (en Belgique), est un prince allemand de la maison de Saxe-Cobourg et Gotha devenu le premier roi des Belges en 1831 et le fondateur de la dynastie régnant sur la Belgique. Il est également l'ancêtre de l'actuel grand-duc de Luxembourg, du prétendant au trône d'Italie, ainsi que du prince Napoléon. Il règne sous le nom de Léopold, roi des Belges, prince de Saxe-Cobourg et Gotha, duc en Saxe.
Né dans la maison ducale régnant sur le petit duché allemand de Saxe-Cobourg-Saalfeld, il est le troisième fils et le huitième des neuf enfants du duc souverain François de Saxe-Cobourg-Saalfeld et de sa seconde épouse la princesse Augusta Reuss d'Ebersdorf. Grâce au mariage de sa sœur avec le grand-duc Constantin de Russie, Léopold devient officier de l'armée impériale russe et combat Napoléon Ier après que les troupes françaises ont envahi le duché de Saxe-Cobourg-Saalfeld au cours des guerres napoléoniennes. À l'issue de la défaite de Napoléon, il s'installe au Royaume-Uni où il épouse la princesse Charlotte de Galles, l'enfant unique et l'héritière présomptive du prince-régent, devenant ainsi le potentiel futur prince consort de Grande-Bretagne. Cependant, Charlotte meurt en couches en 1817. Veuf à 27 ans et sans réelle perspective d'avenir, Léopold reste en Angleterre où il conserve un statut important et lucratif.
Après la guerre d'indépendance grecque (1821-1829), Léopold se voit offrir le trône de Grèce qu'il refuse finalement, craignant que la situation ne soit trop instable. En revanche, lorsque le Congrès du nouveau royaume de Belgique le choisit en raison de ses relations diplomatiques avec les maisons royales d'Europe et l'élit en qualité de premier souverain belge, le 4 juin 1831, il accepte. Il prête le serment constitutionnel le 21 juillet 1831, date qui devient celle de la fête nationale belge.
Son règne est marqué, au point de vue international, par les tentatives néerlandaises de récupérer la Belgique et par la volonté royale de sécuriser géographiquement le royaume situé entre de puissants voisins, tandis que, au point de vue national, ce sont les tensions politiques internes entre libéraux et catholiques qui donnent progressivement la tonalité du règne. Léopold, considéré comme libéral, prône la modernisation de l'économie, en jouant un rôle majeur d'encouragement à la création de la première ligne de chemin de fer belge et à l'industrialisation subséquente. Il parvient, dans le contexte d'une constitution qui les borne, à étendre les pouvoirs de la monarchie à leur acmé.
Devenu roi des Belges, son rôle ne se limite pas aux frontières du pays sur lequel il règne. Le roi établit sa famille dans diverses cours européennes : France, Autriche, Portugal et Royaume-Uni, la principale puissance de son temps où il exerce une réelle influence. En raison de son expérience et des conseils politiques et diplomatiques qu'il prodigue aux monarques et gouvernants, il est surnommé « le Nestor de l'Europe ».
Il meurt à 74 ans en 1865, laissant pour successeur son fils Léopold II.

## Biographie

### Enfance et jeunesse

François de Saxe-Cobourg-Saalfeld.

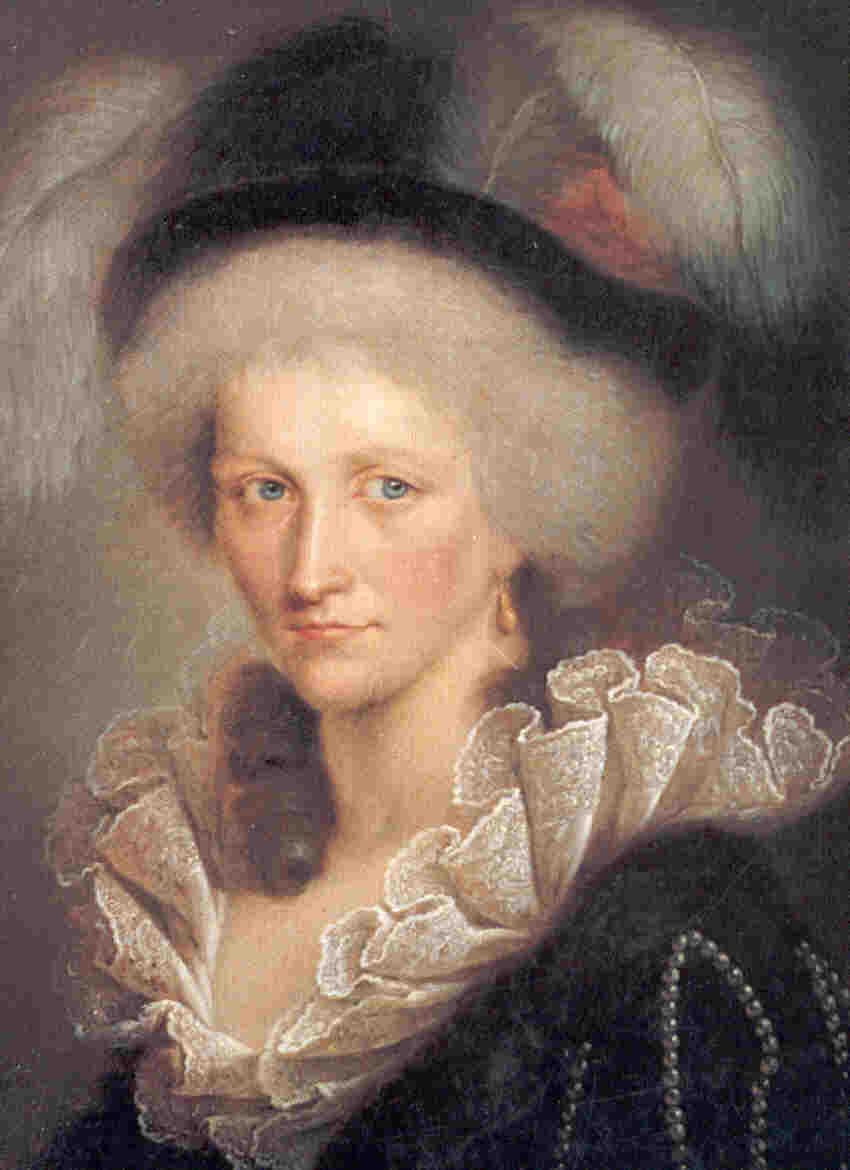
Augusta Reuss d'Ebersdorf.

Huitième des neuf enfants du duc souverain François de Saxe-Cobourg-Saalfeld et de sa seconde épouse la princesse Augusta Reuss d'Ebersdorf (mariés à Ebersdorf le 13 juin 1777), le futur roi des Belges naît au palais Ehrenbourg à Cobourg, dans le duché de Saxe-Cobourg-Saalfeld, le 16 décembre 1790. Il est baptisé Léopold le lendemain de sa naissance, en l'honneur du nouvel empereur Léopold II.
Les parents de Léopold forment un couple très uni. Léopold a cinq sœurs aînées : Sophie (1778 – 1835), Antoinette (1779 – 1824), Julienne (1781 – 1860), Victoire (1786 – 1861) et Marianne (1788 – 1794) ; deux frères aînés : Ernest (1784 – 1844) et Ferdinand (1785 – 1851) ; ainsi qu'un frère cadet : Maximilien (1792 – 1793).
En 1826, la Saxe-Cobourg acquiert la ville de Gotha du duché voisin de Saxe-Gotha-Altenbourg en échange de Saalfeld (légué au duché de Saxe-Meiningen), devenant ainsi le duché de Saxe-Cobourg et Gotha. Léopold porte dès lors le titre de prince de Saxe-Cobourg et Gotha.
En plus de ses parents, un personnage central marque son enfance : sa grand-mère paternelle, Sophie-Antoinette de Brunswick-Wolfenbüttel, cousine utérine de l'impératrice Marie-Thérèse, femme impérieuse et prodigue envers les siens qui veille de près sur son petit-fils, pour lequel elle a une préférence marquée. Elle meurt à Cobourg le 17 mai 1802.
Dès 1797, Léopold est placé sous la direction du pasteur de la cour, Charles-Théodore Hoflender, diplômé de l'université d'Iéna avant d'être nommé premier professeur au Collegium Casimirianum de Cobourg. Hoflender enseigne au prince les mathématiques, le grec, le latin et quelques rudiments de russe, sans oublier l'histoire biblique, la morale et la doctrine chrétienne . En 1799, Jean-Philippe Hohnbaum entre à la cour ducale comme secrétaire du prince héritier François et précepteur de Léopold et de ses frères avec le titre de conseiller. Très tôt, il s'aperçoit des capacités et des qualités de son élève, auquel il enseigne l'histoire de la Saxe, de la Grande-Bretagne et du Saint-Empire ; l'enfant s'intéresse tout particulièrement à la guerre de Trente Ans, dont les portraits d'esprits nobles et chevaleresques le fascinent. Le même Hohnbaum lui donne des cours de maintien et d'exercices physiques afin de renforcer sa constitution et le préparer aux dangers de la guerre. Durant son enfance, ses frères ayant six et cinq ans de plus que lui, il doit accepter leur supériorité physique. Un autre religieux, Gottlieb Scheler, pasteur à Cobourg, enseigne à Léopold le catéchisme. Ce ministre du culte prône une forme particulière du luthéranisme : le piétisme — courant orienté vers la spiritualité et la pratique religieuse personnelle — qui influence durablement la mentalité et la sensibilité du prince. Dès 1804, alors qu'il n'a que treize ans, Léopold fait montre d'un esprit organisé et économe : il tient régulièrement un livre de comptes. Le prince s'efforce aussi d'apprendre le français, l'anglais et l'italien, ainsi que l'histoire et le droit public et aime dessiner d'après nature.
Pour ce qui regarde les arts militaires, Léopold bénéficie de l'enseignement de son grand-oncle le prince Frédéric Josias de Saxe-Cobourg-Saalfeld, qui peut se targuer d'une longue et glorieuse carrière militaire. Il écoute les récits de ce feld-maréchal du Saint-Empire, qui a combattu depuis la guerre de Sept Ans jusqu'à Fleurus. Quant à son père, le duc François, homme d'études passionné de botanique, de zoologie et d'astronomie, il transmet volontiers au jeune Léopold ses connaissances scientifiques, inspirant à l'enfant une prédilection pour les longues marches dans les campagnes et ses goûts pour la colombophilie, la floriculture et la conception de parcs et de jardins.

### Carrière militaire

#### Entrevue d'Erfurt

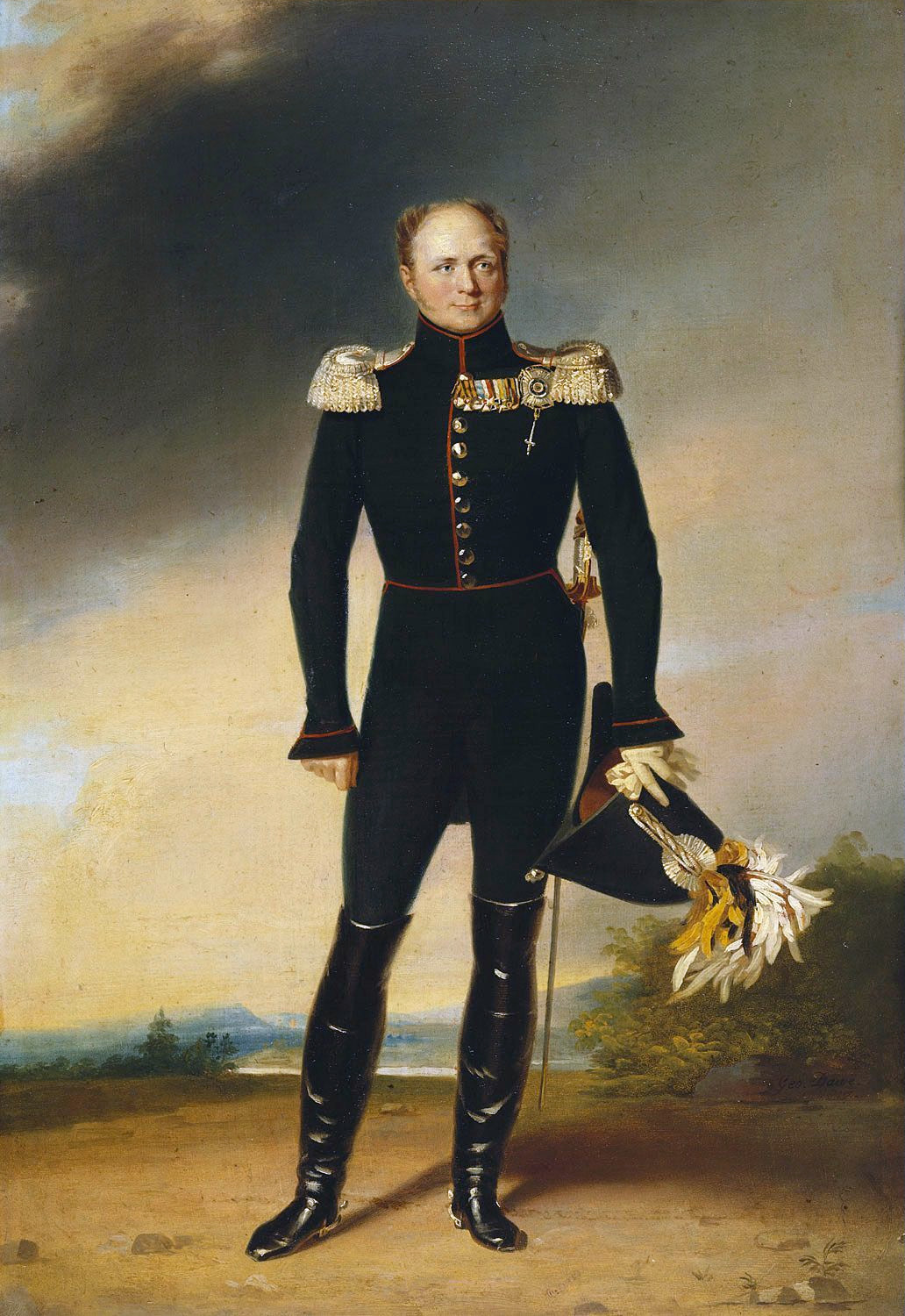
Le tsar Alexandre Ier par George Dawe (1817).

Julienne de Saxe-Cobourg-Saalfeld, sa sœur aînée, ayant épousé en 1796 le grand-duc Constantin de Russie, successeur potentiel de son frère le tsar Alexandre Ier, Léopold est considéré comme un proche parent de la maison Romanov. C'est la raison pour laquelle l'enfant reçoit, dès ses six ans, un grade militaire russe et apprend les rudiments de la langue russe. Il est ainsi nommé capitaine, le 7 mai 1797, puis colonel du régiment Izmaïlovski de la garde impériale, le 11 septembre 1798. Il est transféré le 19 mars 1801 au régiment de cavalerie de la garde impériale où, à 12 ans, le 16 mai 1803, il devient général-major.
En 1805, alors qu'il est âgé de quatorze ans, Léopold fait ses véritables débuts dans l'armée russe. Il accompagne son frère aîné le duc-héritier Ernest en Moravie au quartier général de l'empereur Alexandre Ier de Russie, mais les deux princes ne participent à aucun combat. À la suite de la bataille d'Austerlitz, il rentre à Cobourg, qui est occupée par les Français. Le duc François, mourant, s'enferme dans la citadelle de Saalfeld avec Léopold, tandis que ses deux autres fils Ernest et Ferdinand sont dans les rangs des coalisés. Le duc François meurt le 9 décembre 1806, six jours avant la signature des traités de Poznań qui rattachent le duché de Saxe-Cobourg à la confédération du Rhin. Ernest, l'héritier du duché, âgé de 22 ans, est alité par le typhus au quartier général prussien. Lorsque Napoléon apprend qu'il a combattu contre les Français, il met le duché sous séquestre et confisque les biens de la famille régnante. Léopold et sa mère, confinés dans une partie du château, survivent grâce aux secours de leurs anciens domestiques. À sa sœur Sophie, Léopold écrit : « le pauvre pays de Cobourg est terriblement plumé ; il doit payer 981 000 francs ; c'est énorme. Nos caisses et nos domaines, bref tous nos revenus, ont été confisqués par l'empereur Napoléon. Aucun apanage ne peut être payé ». Léopold peut enfin se rendre au chevet de son frère Ernest, tandis que leur mère s'efforce en vain de fléchir le général Clarke, gouverneur de Berlin, pour recouvrer la possession du duché. Après l'intervention du tsar, Napoléon autorise d'inclure le duché de Saxe-Cobourg-Saalfeld dans le traité de Tilsit et de le compter à nouveau parmi les membres de la confédération du Rhin. Le nouveau duc régnant Ernest peut rentrer officiellement dans sa capitale en juillet 1807.

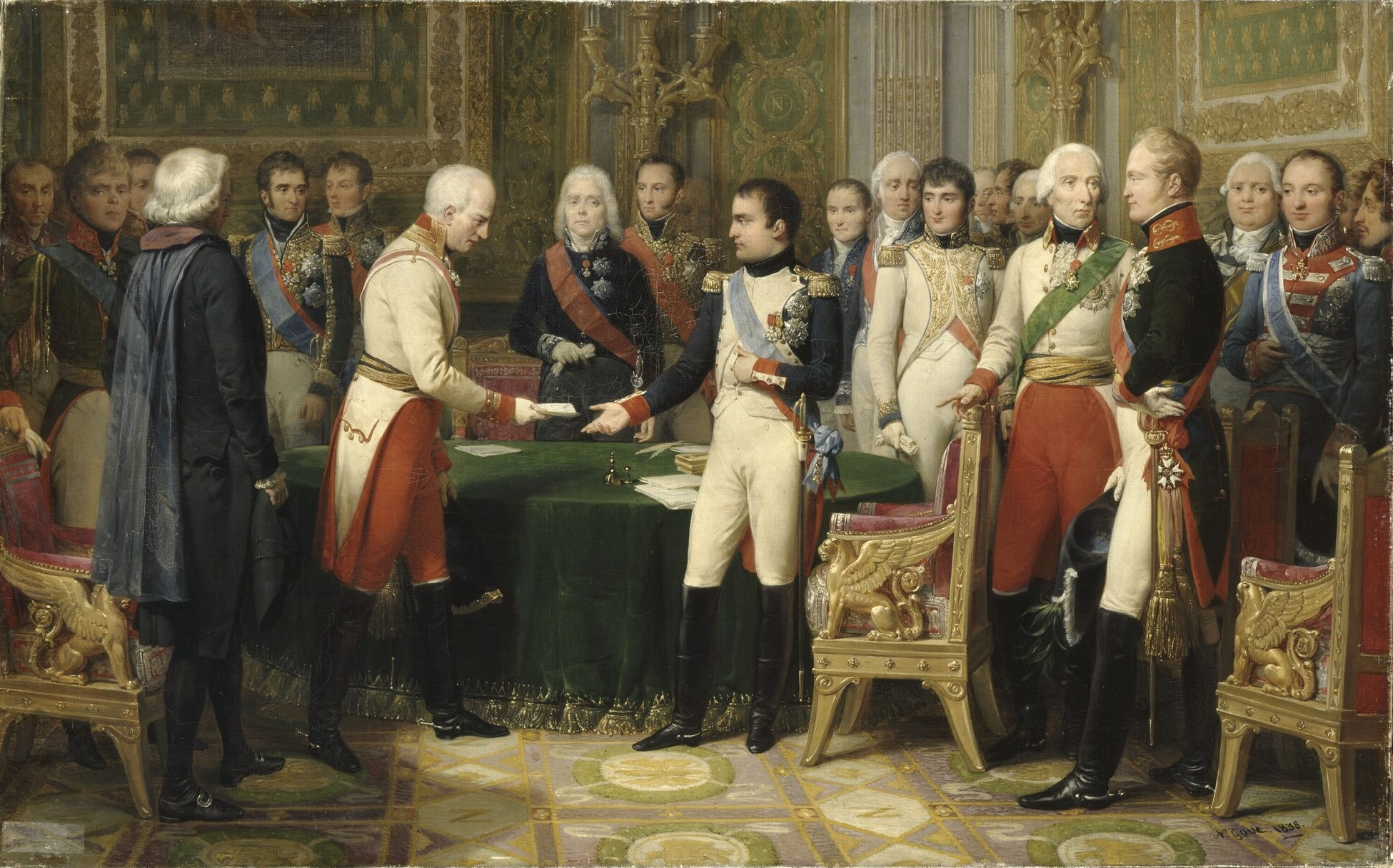
Entrevue d'Erfurt par Nicolas Gosse.

En septembre 1807, Léopold et Ernest séjournent brièvement à Paris afin de gagner les faveurs de Napoléon Ier, sans toutefois rencontrer l'empereur alors en séjour à Fontainebleau avant de regagner l'Italie. Les Tuileries sont envahies par une foule de princes allemands, italiens, espagnols et portugais en quête d'une faveur de l'empereur. L'impératrice Joséphine adopte une attitude protectrice pour le jeune Léopold, lui procurant des plantes de son herbier et lui faisant ouvrir la loge impériale dans les théâtres. Léopold et son frère deviennent également des habitués du salon de la reine Hortense qui organise dans son hôtel des soirées musicales réservées à des privilégiés, dont Léopold. L'empereur, que les princes rencontrent enfin en octobre 1808, est lui-même frappé par la prestance du jeune Léopold : « Si je m'en souviens bien, disait-il, c'est le plus beau jeune homme que j'aie pu voir aux Tuileries », au point qu'il songe à en faire son aide de camp.
Au printemps 1808, Léopold est atteint par une fièvre typhoïde, dont il se remet lentement, puis il administre le duché de Saxe-Cobourg-Saalfeld alors que son frère Ernest se rend en Russie. Léopold en profite pour entreprendre d'ambitieuses réformes financières et administratives, ainsi que des travaux publics. Il accompagne ensuite Alexandre Ier, lors de sa rencontre avec Napoléon à Erfurt en septembre 1808. Cette entrevue d'Erfurt constitue un échec pour Napoléon, lequel souhaitait renforcer l'alliance franco-russe, car le tsar ne cède rien aux exigences de Napoléon et ne semble pas déterminé à aider ses petits alliés, dont les Cobourg. De retour à Cobourg, Léopold est bien décidé à surmonter l'échec de la rencontre d'Erfurt et à défendre les intérêts du duché de Cobourg, lequel n'a pas obtenu, comme prévu, le détachement en sa faveur de quelques bailliages des régions de Bamberg et de Bayreuth. Léopold écrit donc au tsar afin qu'il intervienne auprès de Napoléon. Le tsar accepte de jouer les intermédiaires. Cependant, Napoléon est courroucé contre les Cobourg qui figurent trop souvent dans les rangs de ses ennemis. Napoléon refuse donc de céder quoi que ce soit. En outre, Napoléon exige le départ de Léopold de l'armée russe. À contre-cœur, Léopold doit obéir et donner sa démission en novembre 1808.

#### Bataille de Kulm
Le jeune prince doit dès lors se contenter de retourner à ses études : « je travaille beaucoup en ce moment : tous les matins je rédige mon journal, j'étudie les mathématiques et la politique, puis je lis Guibert ou Robertson, dont l'histoire de Charles-Quint m'intéresse fort. Mes après-midi sont consacrés aux travaux militaires » écrit-il en octobre 1809. À l'automne 1810, Léopold est mandaté par son frère Ernest pour une mission délicate. Elle consiste en l'obtention d'une aide substantielle pour le duché de Cobourg appauvri par la perte de nombreux soldats, ruiné par de lourdes contributions de guerre et la destruction de marchandises prétendument anglaises par application du blocus continental. Napoléon le reçoit, refuse d'aider financièrement le duché de Saxe-Cobourg, mais propose à Léopold d'intégrer l'armée française, ce que l'intéressé ne souhaite aucunement. En janvier 1811, l'intervention amicale de Joséphine et surtout celle d'Hortense de Beauharnais permettent au jeune homme de se soustraire aux propositions militaires de l'empereur des Français. Ernest sait qu'il peut compter sur l'entregent de son frère, qu'il considère comme une sorte de ministre des affaires étrangères du duché. En mai 1811, Léopold, envoyé à Munich, réussit à obtenir du roi de Bavière que le duché de Cobourg conserve de petits territoires qui allaient être absorbés par la Bavière. De là, Léopold se rend à Vienne où il passe tout l'hiver avant de voyager dans différentes villes italiennes. L'inactivité forcée lui déplaît : « les années 1810 et 1811 furent assez calmes. Je fus désappointé de me voir interdire de servir en Russie par Napoléon qui tenait mon frère pour responsable, car il savait qu'autrement il n'aurait pas pu m'en empêcher. » écrit Léopold qui doit attendre mars 1813 avant d'être réintégré dans l'armée impériale russe.

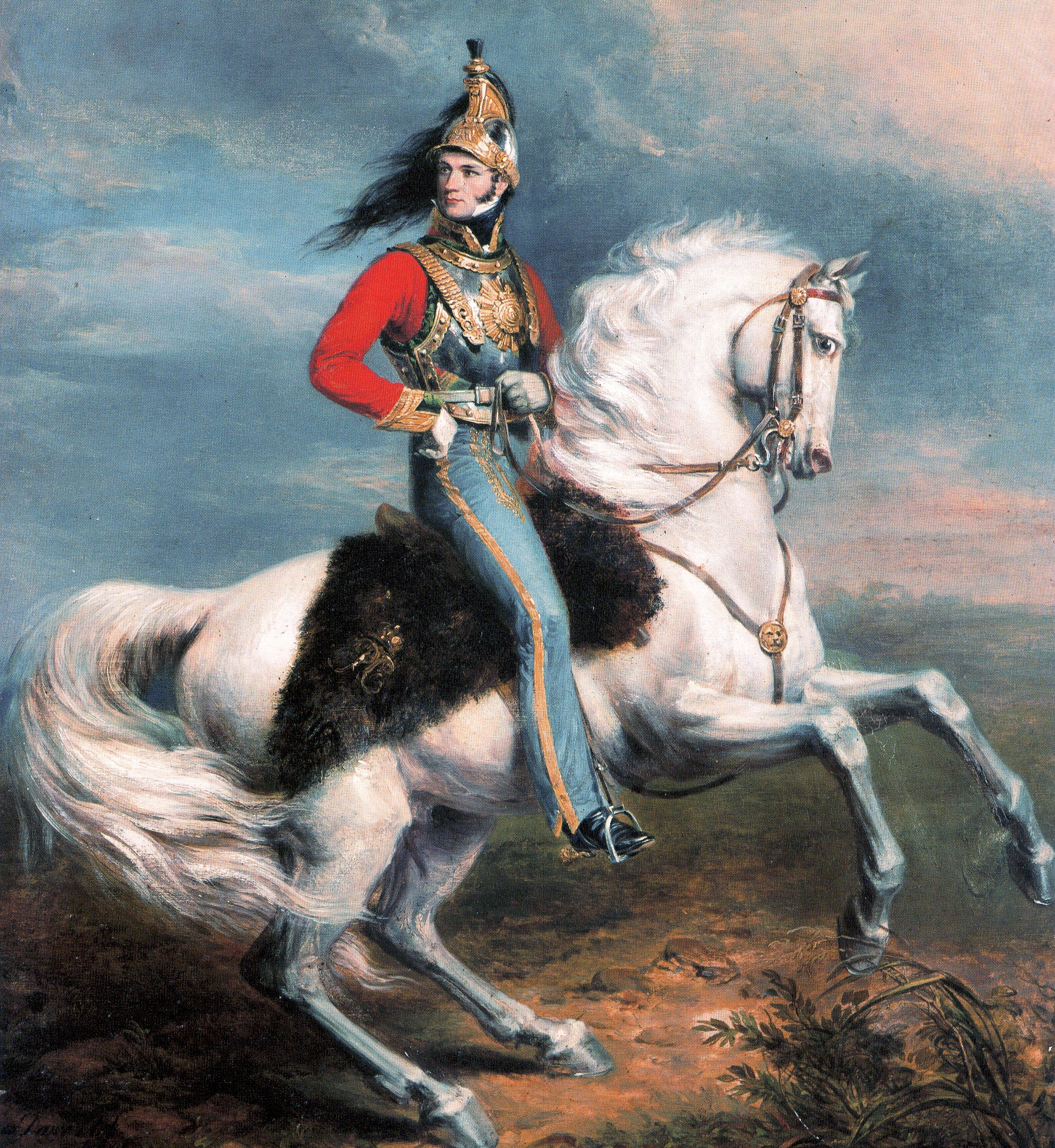
Portrait équestre du prince Léopold au 5th Dragoon Guards d'après l'uniforme.

C'est donc en qualité de colonel du régiment russe des cuirassiers de l'impératrice Maria Feodorovna que Léopold participe activement à la libération des territoires germaniques. Le 28 février 1813, après la signature du traité de Kalisz conclu entre la Russie et la Prusse contre la France, Léopold se rend au quartier général du tsar : « Je fus le premier Prince allemand qui rejoignit l'armée libératrice » se félicite Léopold. En 1813, Léopold combat aux batailles de Lützen, Bautzen et Leipzig contre les troupes françaises. Sans aucune expérience militaire, il se voit confier par son beau-frère, le grand-duc Constantin, tous les escadrons de cavalerie disponibles. Le 26 août, Léopold se signale en accourant avec ses cuirassiers pour dégager le prince Eugène de Wurtemberg assailli par des forces supérieures dans la position qu'il occupe. Trois jours plus tard, Léopold a, à Peterswald, un engagement extrêmement vif avec un détachement de cavalerie française : attaqué par des adversaires plus nombreux, il recule, mais ne tombe pas au pouvoir de l'ennemi.

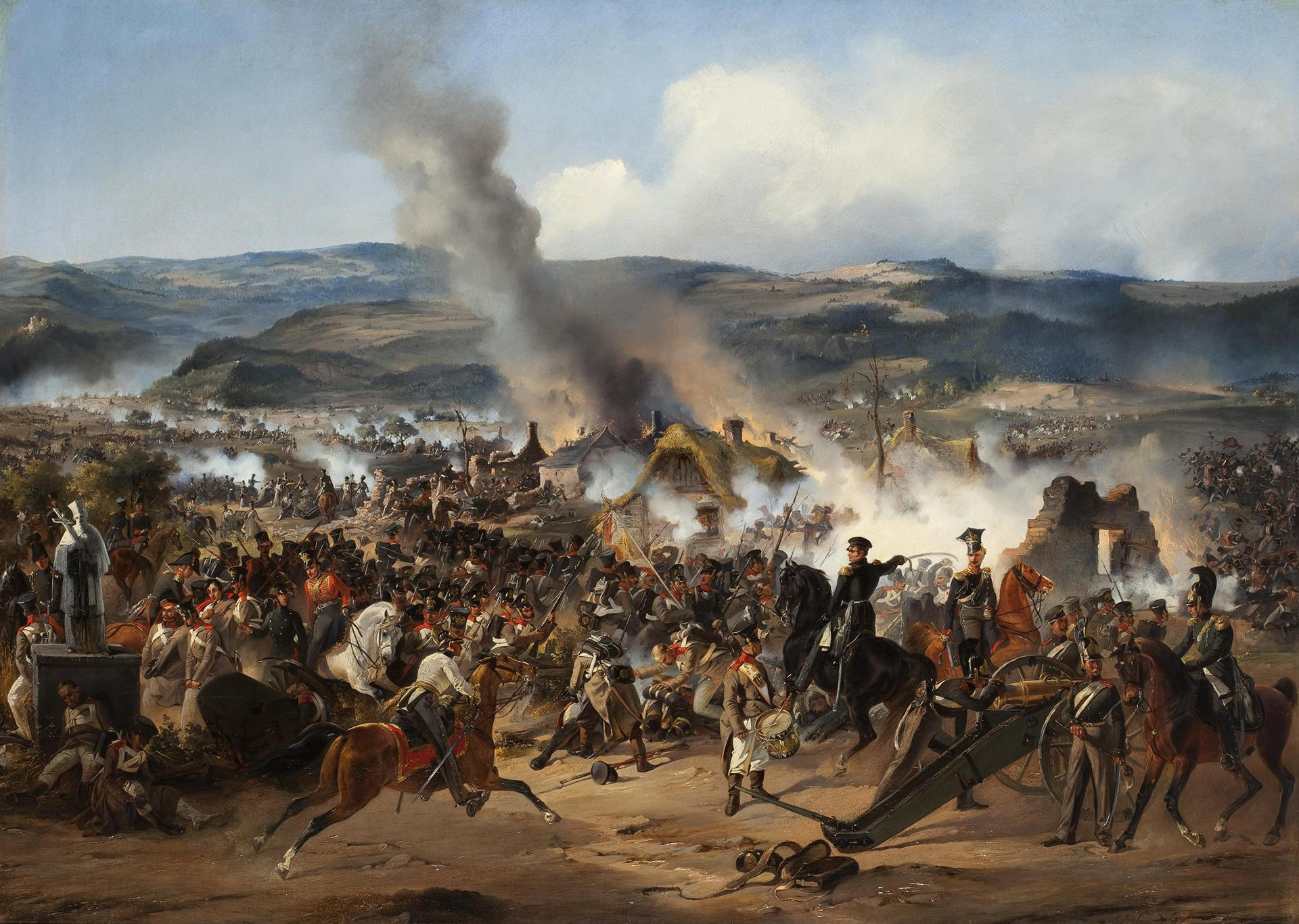
Bataille de Kulm par Alexandre von Kotzebue (1840).

Le 30 août, lors de la bataille de Kulm, Léopold est attaqué, mais, à la tête de ses troupes, il charge les Français littéralement cloués sur place. Les Français perdent cinq à six mille hommes, morts ou blessés et 48 bouches à feu. Deux généraux français (Haxo et Guyot) sont faits prisonniers, de même que sept mille soldats. Le soir du combat, Léopold est décoré de la croix de Saint-Georges. Il est également nommé à plusieurs autres décorations militaires : ordre de Saint-André, ordre d'Alexandre Nevski, ordre de Sainte-Anne, croix de Malte, et croix de Kulm. Sa participation active aux combats lui vaut le titre de général de division de l'armée russe et lui confère une réputation de bravoure.
Le 12 janvier 1814, les quartiers généraux du tsar et du roi de Prusse occupent Bâle. Le grand-duc Constantin se rend avec Léopold à Elfenau près de Berne, afin que sa femme Julienne qui avait quitté la Russie en 1802, se réconcilie avec lui. Cette démarche se solde cependant par un échec. Le 30 janvier 1814, Léopold pénètre en France avec sa cavalerie. Le 1er février, il prend part à la bataille de Brienne avant d'occuper Troyes. Le 20 mars, au combat d'Arcis-sur-Aube, il exerce un commandement à l'aile droite. Quatre jours plus tard, les alliés marchent sur Paris. Léopold — qui occupe l'avant-garde — se distingue à nouveau le 25 mars à la bataille de Fère-Champenoise, tout en regrettant d'avoir dû soutenir l'attaque, au lieu d'être en première ligne et, dit-il, « à cause de cela, [j'] ai été privé d'une partie de la gloire. Mais j'ai pris trois canons et sauvé les nôtres tard dans la soirée ». Enfin, le 31, à la tête des cuirassiers de la garde russe, Léopold entre à Paris. Depuis la capitale française, Léopold commente la chute de Napoléon : « Le fléau de l'humanité est enfin parti après avoir essayé sous toutes sortes de prétextes, de demeurer à Fontainebleau, abandonné de presque tous. […] Voilà à quel point la prudence a humilié ce tyran, à l'horreur de tous ceux qui auraient envie de suivre son exemple. » Léopold assiste à la restauration des Bourbons, puis accompagne, en qualité de lieutenant général au service de la Russie, l'empereur Alexandre en Angleterre.
La paix revenue, Léopold participe au congrès de Vienne où il seconde son frère pour représenter le duché de Cobourg. Ernest doit lutter contre la Prusse, qui veut pénaliser le duché de Cobourg pour avoir empêché l'annexion de la Saxe en omettant sciemment de mentionner le paragraphe consacré au duché. C'est Léopold, averti par les ministres russes et autrichiens, qui parvient à ce que figure ledit paragraphe dans le traité. Au congrès de Vienne, Léopold fait la connaissance du frère de l'empereur d'Autriche, l'archiduc Jean avec lequel il se lie durablement. Cet archiduc permet aussi à Léopold de rencontrer le chancelier Metternich, qui domine la politique européenne jusqu'en 1848. Le congrès est brutalement troublé par le retour de Napoléon de l'île d'Elbe en mars 1815. Le prince Léopold reprend derechef le commandement d'une brigade de cavalerie dans l'armée russe et se met en marche vers la France. Il arrive après que tout a été joué et perdu par Napoléon à Waterloo.

### Consort de la princesse de Galles

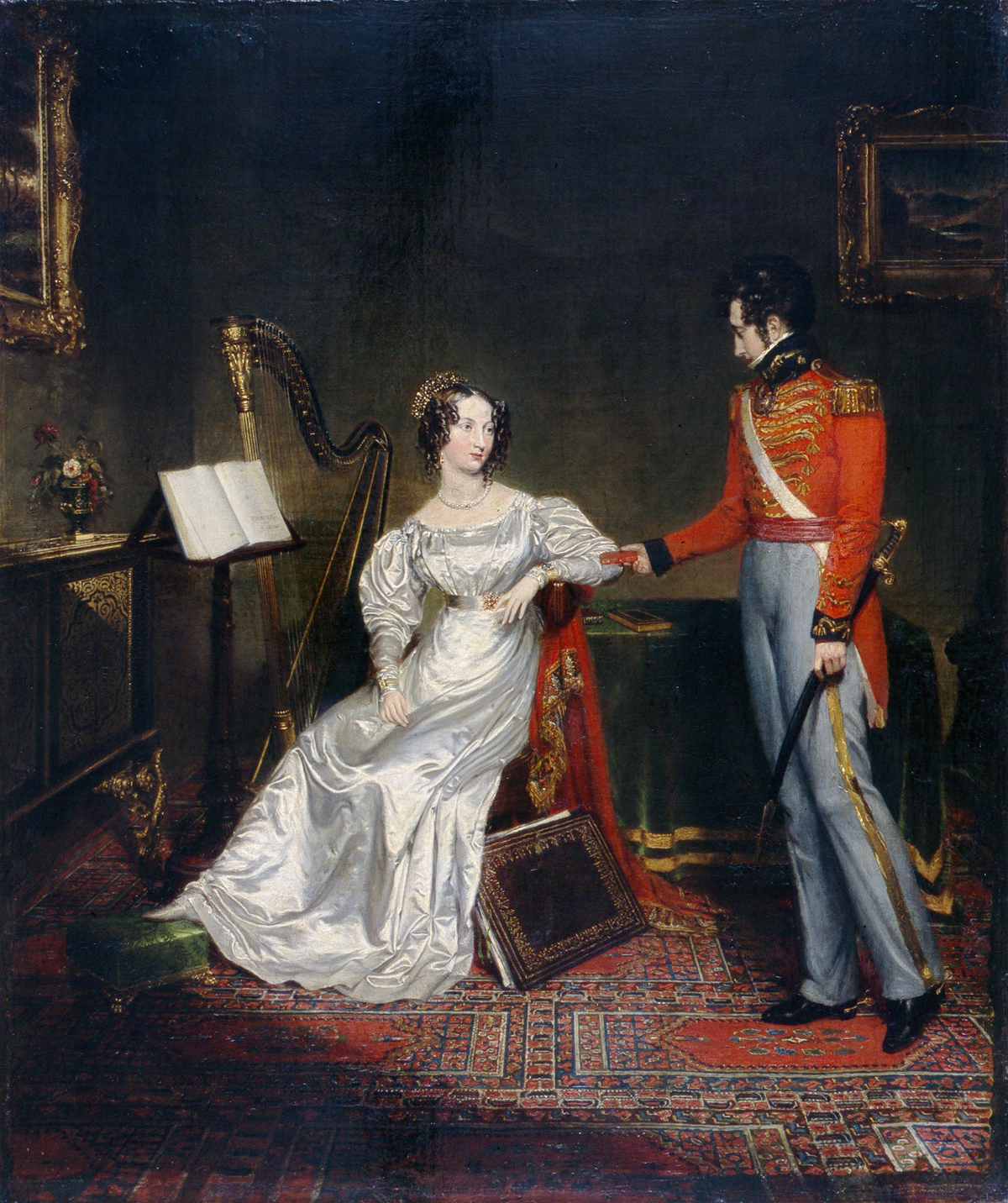
Les fiançailles de la princesse Charlotte et du prince Léopold de Saxe-Cobourg-Saalfeld par George Clint (vers 1816).

Dès le printemps 1814, alors qu'il accompagne le tsar en Angleterre, il est question d'un projet matrimonial concernant Léopold. Ayant appris que la princesse de Galles, Charlotte, le seul enfant légitime du prince régent, le futur George IV du Royaume-Uni, est promise au futur Guillaume II (roi des Pays-Bas), alors prince d'Orange, l'empereur de Russie, incité par Lord Castlereagh, le parti Whig et une part importante de la gentry, décide — afin d'empêcher une union personnelle entre la Grande-Bretagne et les Pays-Bas qui engendrerait une nouvelle domination des mers par les « puissances maritimes » — de présenter son propre candidat qu'il trouve en la personne du prince Léopold. Le tsar a désormais un sérieux rival à opposer au prince d'Orange. En juin 1814, Léopold est donc présenté à la cour et à Charlotte qui se montre d'abord indifférente. Les mois passent sans que rien se dessine ; mais Charlotte rejette l'option imposée par son père et encourage par lettre le retour de Léopold en Grande-Bretagne afin qu'il demande sa main. Ce dernier juge cependant bon de temporiser afin de s'attirer la sympathie de son futur beau-père. Léopold aura donc attendu presque deux ans avant de s'engager dans des fiançailles. Léopold doit d'ailleurs encore régler des affaires politiques à Paris, participer au congrès de Vienne et se rendre à Berlin avant de regagner définitivement l'Angleterre en février 1816. Là, le prince-régent se montre conciliant à l'égard de Léopold. Le mariage est décidé et a lieu le 2 mai 1816 à Carlton House.

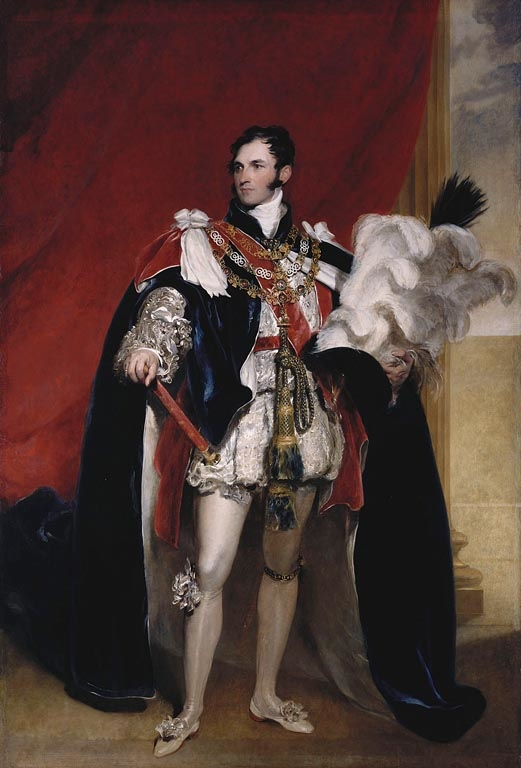
Léopold de Saxe-Cobourg-Saalfeld en tenue de chevalier de la Jarretière par Sir Thomas Lawrence.

Le couple passe sa lune de miel au palais d'Oatlands, la résidence du duc d'York dans le Surrey. Deux jours après leur mariage, ils reçoivent la visite du prince-régent qui paraît bien disposé à leur égard. Le prince Léopold et son épouse rentrent ensuite à Londres lors de la saison parlementaire. Leur présence au théâtre est saluée par un tonnerre d'applaudissements et un God Save the King entonné par la troupe. Un jour qu'elle se sent mal à l'opéra, on s'inquiète beaucoup pour elle. Charlotte vient de faire une fausse couche.
Léopold, profondément épris de sa femme, écrit : « Mon amour pour ma bonne et chère femme ne fait qu'augmenter et notre vie commune ininterrompue […] la confiance réciproque est déjà trop ancrée ». Le couple princier choisit de s'établir à Claremont House fin août 1816. Léopold avait, avant cette installation, nourri quelques inquiétudes au sujet de la santé de Charlotte, mais celle-ci paraît, maintenant qu'ils demeurent dans la résidence de leur choix, en bonne santé. Charlotte devient à nouveau enceinte. L'accoucheur, Richard Croft, lui conseille de réduire drastiquement sa nourriture et accompagne cette diète de nombreuses saignées, au grand dam de Stockmar, le médecin personnel du prince Léopold. Après avoir donné naissance à un fils mort-né, le 5 novembre, la princesse meurt le 6 novembre 1817 à l'âge de 21 ans. Le prince en reste toute sa vie inconsolable. À sa sœur, Léopold écrit : « Au fond, j'étais fait pour une vie d'intimité familiale […]. Je voulais être tranquille et heureux avec ma souris [Charlotte] et rien de plus […] Charlotte était une très jolie femme et elle possédait à un degré très élevé ce que les Anglais appellent countenance. »

### La traversée du désert

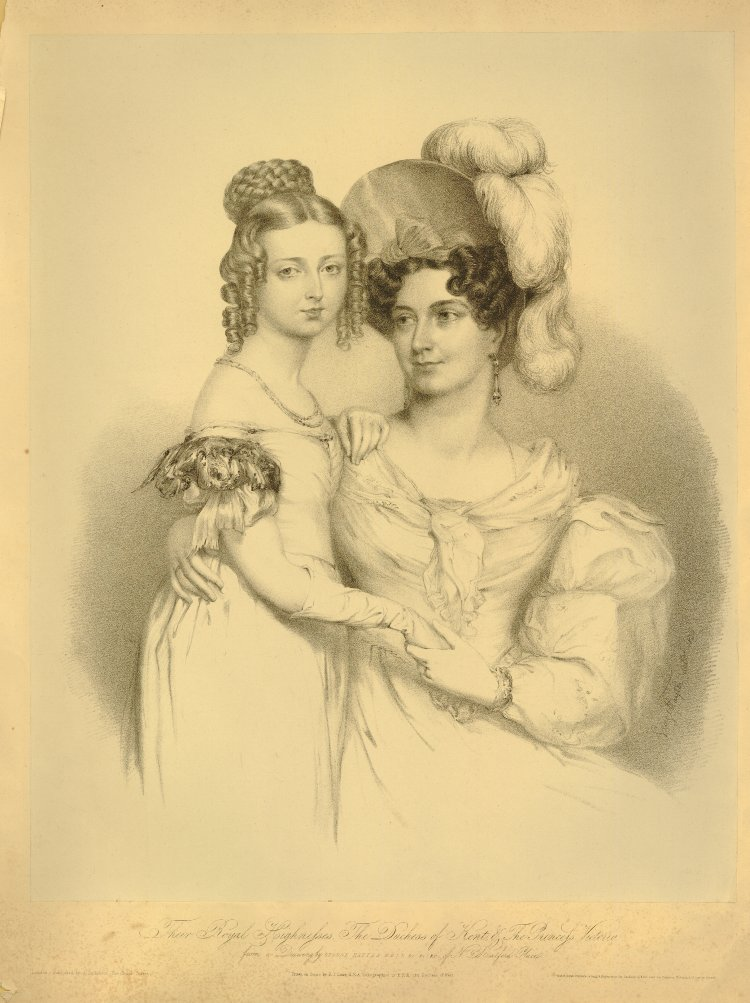
La reine Victoria et sa mère la duchesse de Kent par G. Hayter (1834).

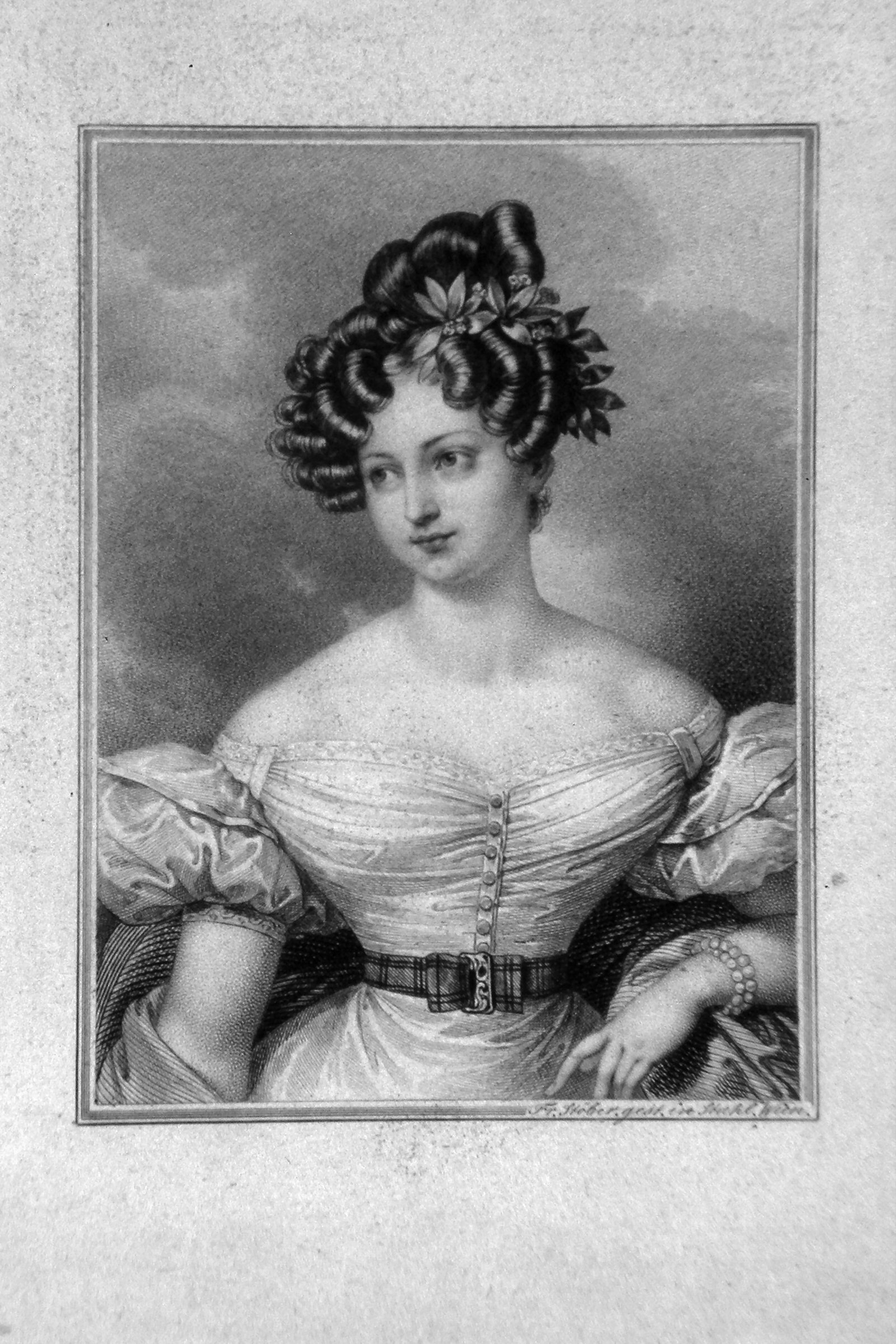
Karoline Bauer (gravure de Franz Xaver Stöber).

Léopold, qui n'a plus de fonction officielle à la cour, demeure néanmoins en Grande-Bretagne car Christian Friedrich von Stockmar qui devient son secrétaire particulier, lui déconseille de s'installer sur le continent après son veuvage. L'opinion publique admettrait difficilement que Léopold continue à percevoir sa rente annuelle de 50 000 livres sterling versée par le gouvernement britannique pour la dépenser ailleurs. Durant l'été 1819, Léopold visite l'Écosse et le nord de l'Angleterre. Il y découvre les résultats concrets du développement prodigieux de la révolution industrielle et saura s'en souvenir. Sa vie durant, il est désormais marqué par l'exemple britannique.
Léopold aide, dès cette époque, des membres de sa parenté dans leur ascension vers les différents trônes européens. Dès 1818, il remarie sa sœur Victoire, veuve depuis quatre ans du prince Émile-Charles de Leiningen, à Édouard-Auguste duc de Kent, frère cadet du prince-régent. De cette union, naît la future reine Victoria en 1819 qui devient orpheline de père dès 1820. Léopold recueille provisoirement à Claremont sa sœur de nouveau veuve et sa fille pour laquelle il devient un père de substitution et un conseiller écouté. Léopold obtient du roi George IV que soient libérés pour elles des appartements à Kensington, tout en pourvoyant durant plusieurs années à l'entretien de sa sœur et de sa nièce.

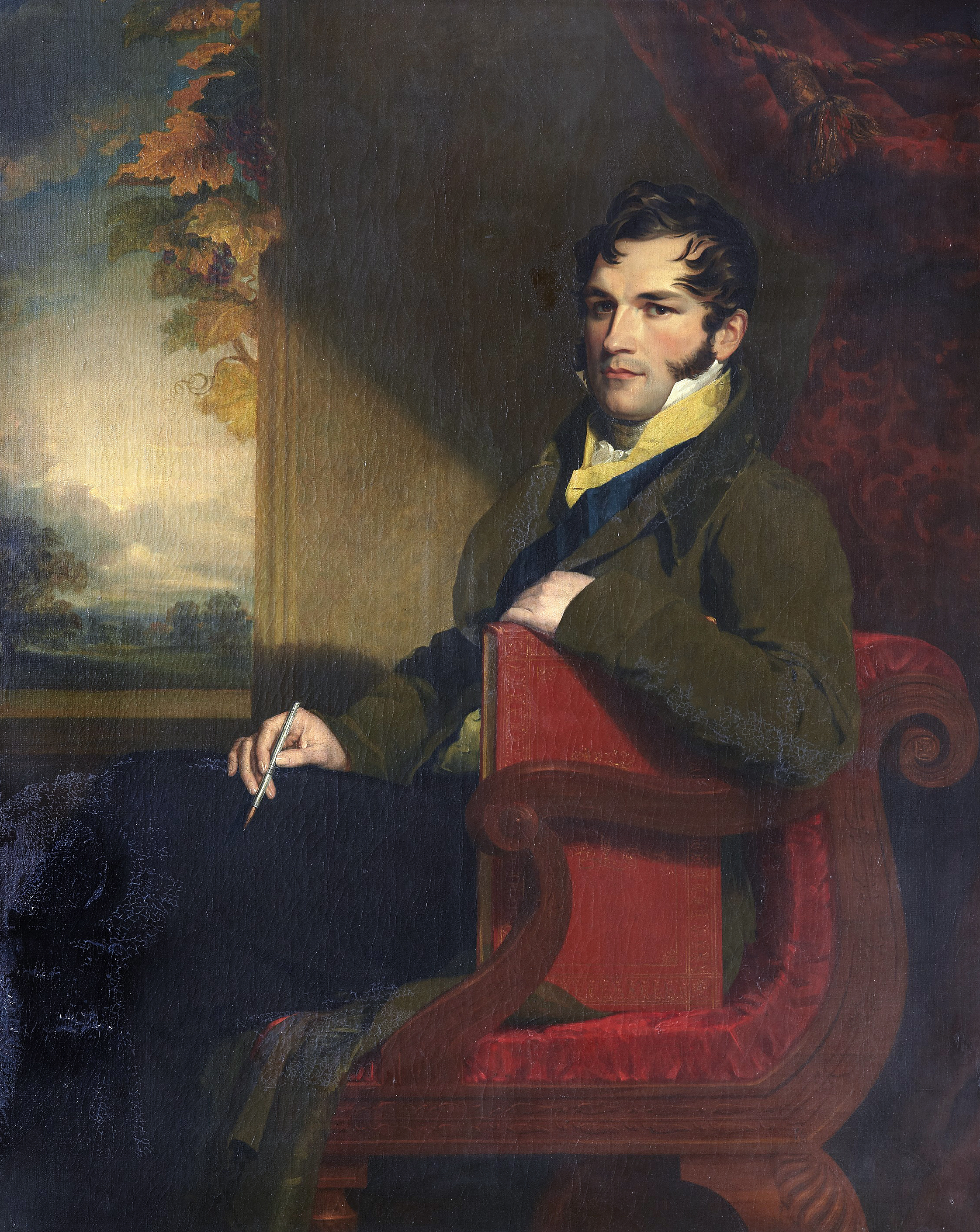
Portrait du prince Léopold, huile sur toile de Samuel William Reynolds.

Après la mort de Charlotte, le prince Léopold, favorablement apprécié en Grande-Bretagne, reste encore quatorze années sur le sol britannique. Il entretient des relations souvent difficiles avec George IV, roi depuis 1820, principalement en raison du soutien qu'il a accordé à son épouse, Caroline de Brunswick, dans le conflit qui les opposait. Léopold a en effet ostensiblement rendu visite à la reine Caroline alors que son mari s'apprêtait à être couronné en veillant à ce que cette dernière ne fût pas présente. Profitant de sa situation exempte d'obligations, Léopold voyage très régulièrement en Europe : Cobourg, Gênes, Florence, Rome, Naples et Vienne (en 1821), Paris (1822), Cobourg (1824), Naples (1826) où une fièvre fait croire que ses jours sont en danger, la Silésie (1828)…
À Cobourg, Léopold acquiert en 1819 le domaine de Niederfüllbach qu'il entreprend de restaurer afin qu'il devienne sa résidence principale dans le duché. Lors de ses séjours à Cobourg, il revoit sa mère et son frère Ernest, lequel se marie en 1817 avec Louise de Saxe-Gotha-Altenbourg. En 1825, la princesse Louise hérite d'une partie du duché de Saxe-Gotha, mais c'est son époux qui en prend possession, transformant ainsi le duché de Saxe-Cobourg-Saalfeld en duché de Saxe-Cobourg et Gotha. Le couple a deux fils avant de divorcer en 1826 : Ernest né en 1818 et Albert né l'année suivante. Léopold jouera un rôle important dans l'établissement du cadet, qui épousera Victoria du Royaume-Uni par son entremise.
À l'issue de son séjour à Paris, quelques royalistes fervents, voyant la bonté avec laquelle le roi Charles X traite le prince Léopold, suggèrent que ce dernier épouse la duchesse de Berry, veuve également. Toutefois, Léopold ne souhaite pas épouser la bru du roi de France et, de plus, il ne partage pas les idées qu'il estime rétrogrades ayant cours chez les légitimistes.
Après son veuvage prématuré, Léopold connaît plusieurs brèves aventures sentimentales ; la plus longue est sa liaison avec une comédienne rencontrée à Potsdam en septembre 1828, avec laquelle il reste lié durant plusieurs mois. La jeune actrice et chanteuse n'est autre que la nièce de son secrétaire particulier et conseiller Christian Friedrich von Stockmar, Karoline Bauer, qui ressemble beaucoup à sa défunte épouse, Charlotte. En mai 1829, Karoline s'installe en Angleterre avec sa mère dans un petit cottage près de Claremont House où demeure Léopold. Toutefois, à peine logée à proximité de la résidence de Léopold, ce dernier ne manifeste plus que de l'indifférence et la liaison prend fin dès le mois de juin. L'actrice et sa mère rentrent à Berlin, l'année suivante, en juin 1830. Dans ses mémoires posthumes parues en 1881, Karoline affirme qu'elle a secrètement épousé le prince dans le cadre d'un mariage morganatique et qu'elle a porté le titre de comtesse Montgomery. Léopold aurait mis fin au projet de mariage lorsqu'il entrevoyait la possibilité de devenir roi de Grèce. Toutefois, aucune trace d'un tel mariage civil ou religieux n'a jamais pu être découverte.

### Saxe-Cobourg-Saalfeld ou Saxe-Cobourg-Gotha?
On trouvera sous Duché de Saxe-Cobourg et Gotha l'évolution des appartenances respectives des duchés de Saxe-Cobourg, Saxe-Saalfeld et Saxe-Gotha. Il s'en déduit que Léopold était titré de Saxe-Cobourg-Saalfeld à sa naissance, mais qu'à partir du 12 novembre 1826, c'est-à-dire plusieurs années avant son élection comme premier roi des Belges, à la suite d'un échange de fiefs, sa famille s'intitulait de Saxe-Cobourg-Gotha ou de Saxe-Cobourg et Gotha, la principauté de Saalfeld étant passée par convention dans la famille des Saxe-Meiningen.

### Prince souverain titulaire de Grèce
À la suite de la révolution grecque, le Royaume-Uni, la Russie et la France sont à la recherche d'un monarque européen à installer sur le trône hellène. Le Protocole de Londres stipule que le futur souverain ne peut pas être choisi parmi les familles régnant à Paris, Londres ou Saint-Pétersbourg,.

#### Réception de la couronne de Grèce

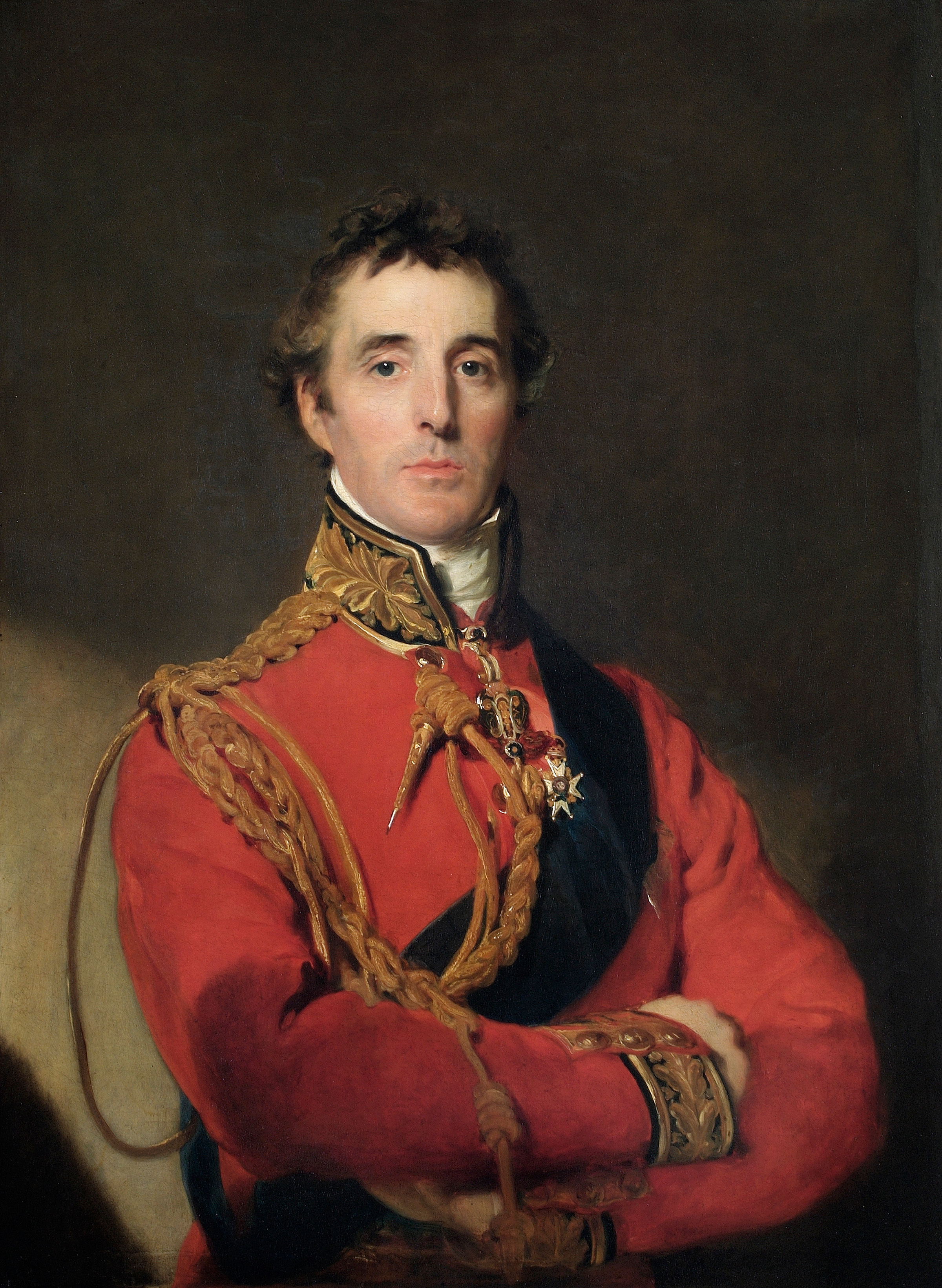
Sir Arthur Wellesley, 1er duc de Wellington par Thomas Lawrence (vers 1815).

Léopold n'exerce aucune charge officielle dans son pays d'adoption et n'est pas considéré comme un membre à part entière de la maison de Hanovre. Il jouit d'une réputation sans faille, renforcée par son passé de général dans l'armée russe et ses liens avec de nombreuses cours européennes. En Grèce même, son nom est régulièrement évoqué dans les cercles anglophiles. Cependant, Léopold est depuis longtemps en froid avec son beau-père. Le prince peine donc à trouver des soutiens au sein du gouvernement britannique, qui n'accepte sa candidature que tièdement et lui demande, en contrepartie, d'abandonner toutes ses possessions anglaises,.
Après avoir reçu l'accord du duc de Wellington et de son cabinet, le prince Léopold accepte l'offre qui lui est faite le 11 février 1830. Soucieux de s'assurer la meilleure position possible en Grèce, il ajoute toutefois une série de conditions à son acceptation de la charge royale. Il demande aux puissances de protéger le pays hellène contre toute agression extérieure et exige que cette mesure soit étendue à Samos et à la Crète, dont les populations ont largement participé à la guerre d'indépendance. Le prince veut également que la frontière gréco-ottomane soit légèrement modifiée en faveur de la Grèce dans la vallée de l'Aspropotamos et que les puissances offrent à son pays une aide financière et militaire conséquente en attendant que l'État y soit pleinement réorganisé,.
Des échanges épistolaires se produisent à l'issue desquels les représentants des puissances acceptent la plupart des garanties demandées. Ils assurent ainsi le prince du désir de leurs gouvernements de protéger les chrétiens des îles comme ceux de Grèce. Ils promettent également à Léopold l'octroi d'un emprunt suffisant pour lui permettre de réorganiser l'armée hellène et proposent de maintenir en Grèce les troupes françaises de l'armée de Morée aussi longtemps que le prince l'estime nécessaire. Ils insistent en revanche sur l'impossibilité de revenir sur le tracé de la frontière entre la Grèce et la Porte,.
Une fois ces explications apportées, les puissances sont convaincues d'être venues à bout des réticences de Léopold. Le 20 février 1830, elles signent donc un nouveau protocole international, qui attribue au gendre de George IV le titre de « prince souverain de Grèce ». Quelques jours plus tard, le 28 février, Léopold accepte officiellement la couronne,.

#### Les exigences de la Grèce et la renonciation

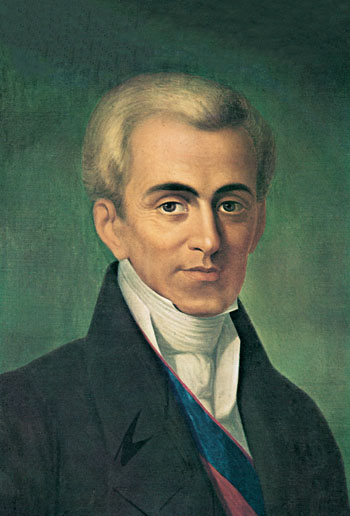
Ioánnis Kapodístrias.

Léopold ayant accepté de monter sur le trône de Grèce, il en informe immédiatement le comte Kapodístrias, gouverneur de la Grèce indépendante, qu'il connaît depuis les guerres napoléoniennes et avec lequel il a repris contact en 1825 dans le but de s'assurer de son soutien. Dans sa lettre, le prince prie le gouverneur de bien vouloir lui assurer assistance et conseils, mais la réponse qu'il reçoit (datée du 6 avril) n'est pas de nature à le rassurer. Cherchant peut-être à effrayer et à décourager le candidat Léopold, Kapodístrias insiste sur le mécontentement qu'a provoqué en Grèce la délimitation de la frontière avec l'Empire ottoman et laisse entrevoir au prince l'obligation qu'il aurait de faire ratifier par l'Assemblée nationale ce nouveau tracé. L'homme politique insiste par ailleurs sur le désir des Grecs de voir leur nouveau souverain embrasser la foi orthodoxe,, ce qui déplaît à Léopold,.
Quelques jours plus tard, le 22 avril 1830, le Sénat grec rédige un Mémoire adressé à Léopold dans lequel il salue l'élection du prince, tout en lui présentant également les revendications du peuple hellène. Dans ce document, l'assemblée insiste à son tour lourdement sur l'injustice du tracé frontalier voulu par les grandes puissances, sur l'appartenance de Samos, de la Crète et de Psará à la nation grecque, sur la question des finances du pays et sur celle de la religion royale,.
De son côté, à Londres, le prince Léopold pèse de tout son poids pour soutenir les revendications grecques. Il parvient ainsi à faire augmenter le prêt octroyé par les puissances à la nation hellène, le faisant passer de douze à soixante millions de francs. En revanche, il échoue à faire modifier le tracé de la frontière avec l'Empire ottoman et ne parvient pas à faire entrer la Crète dans le royaume. Dans ces conditions, considérant que sa position vis-à-vis de la population grecque est trop précaire, Léopold fait savoir aux représentants des puissances, le 21 mai 1830, qu'il choisit d'abandonner la charge qui lui a été confiée et renonce à la couronne hellène.
Prenant acte de la renonciation du prince Léopold, les puissances décident de se mettre à la recherche d'un autre candidat pour le trône de Grèce. Les représentants de la France et de la Russie demandent alors au Sénat hellène de donner son avis sur une éventuelle candidature. Celui-ci se contente cependant d'exprimer « sa pleine confiance dans l'équité et la sagesse des Alliés dont il attend la décision finale comme un décret de la Providence ». Pourtant, la survenue, en France, de la révolution de juillet 1830 diminue bientôt l'intérêt des grandes puissances pour le sort de la nation hellénique.

### Roi des Belges

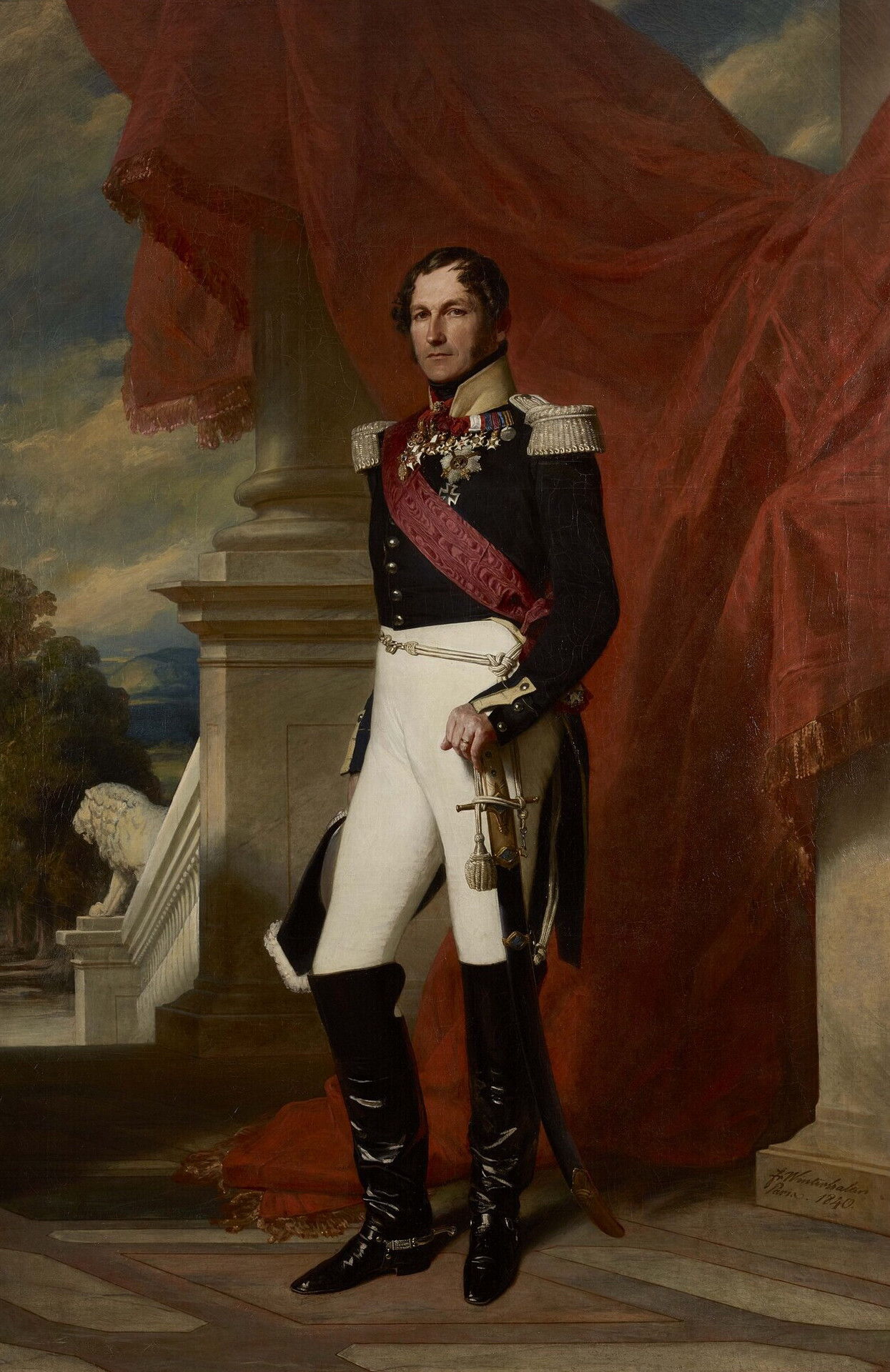
Léopold Ier, roi des Belges, huile sur toile de Franz Xaver Winterhalter (1840).

En Belgique, le 4 octobre 1830, à l'issue de la révolution belge contre les Pays-Bas, le Congrès national proclame l'indépendance. Celle-ci est reconnue internationalement le 20 décembre 1830. Le 3 février 1831, le Congrès élit d'abord roi des Belges Louis d'Orléans, duc de Nemours, deuxième fils de Louis-Philippe Ier, qui vient d'être élu roi des Français par le Parlement. La Grande-Bretagne s'oppose à ce qu'un prince français règne à Bruxelles, et Louis-Philippe refuse le titre au nom de son fils de peur de déclencher une guerre européenne dans laquelle la France serait isolée.
Sur une proposition relative à la nomination d’un régent, et sur la demande du gouvernement provisoire de nommer un pouvoir exécutif dans les termes de la Constitution, le Congrès, le 23 février 1831, décrète une régence et proclame son président, Érasme-Louis Surlet de Chokier, régent de la Belgique. Le 24 février 1831, le gouvernement provisoire remet sa démission au Congrès national.

#### Élection et prestation de serment
Après avoir pris connaissance de l'autorisation de la France et de la Grande-Bretagne, le congrès belge propose à Léopold, qu'il connaît pour son passé militaire, de devenir roi des Belges. Une délégation belge composée de personnalités choisies en vue de donner une impression d'unité nationale se rend à Londres. Léopold la reçoit à Marlborough House, le 22 avril 1831. Ce dernier a déjà étudié minutieusement le projet de Constitution belge. Le 4 juin 1831, Léopold est élu par 152 voix sur 196 votants. Il accepte à la condition que soient réglées les frontières et les dettes de la Belgique. Il obtient lors de la conférence de Londres, le traité des XVIII articles, accepté par le congrès le 9 juillet 1831. Ce traité constitue une reconnaissance de la séparation de la Belgique et des Pays-Bas. Il ouvre la possibilité d'un rachat du Luxembourg par la Belgique et d'un échange d'une partie du Limbourg contre des territoires enclavés qui ne faisaient pas partie des Provinces-Unies avant 1790.

Lorsqu'il accepte le trône de Belgique, en juin 1831, Léopold quitte définitivement la Grande-Bretagne et demande à ne plus percevoir de rente du parlement britannique. Il confie sa maison de Claremont à une commission de curateurs, qui entretiennent la demeure, le jardin et le parc.

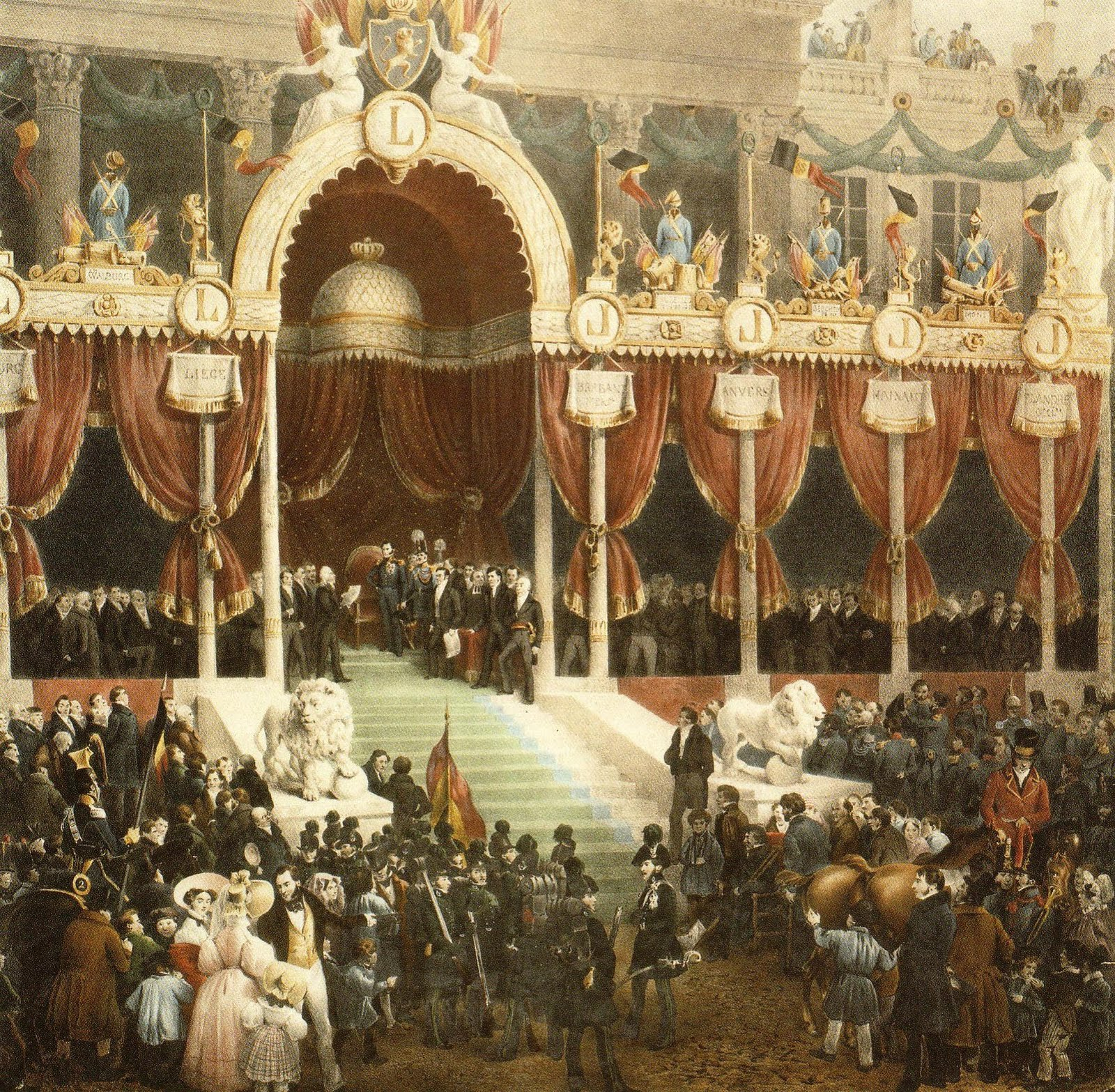
Prestation de serment du roi Léopold Ier.

Roi officiellement depuis le 26 juin 1831, Léopold s'embarque le 16 juillet à bord du yacht royal Crusader, qui le mène de Douvres à Calais. Le lendemain, il part en voiture vers Dunkerque et entre en Belgique par La Panne. Dans les villes où il passe, Léopold rencontre un succès populaire marqué : Ostende, Bruges et même Gand, qui est pourtant un fief orangiste. Le soir du 19 juillet, le roi approchant de Bruxelles doit répondre aux ovations d'une foule de plus en plus nombreuse. Il loge ensuite au château de Laeken. Le lendemain, Léopold prépare son discours d'intronisation. Le 21 juillet, revêtu de l'uniforme de général de l'armée nationale, il pénètre à cheval dans Bruxelles. Sur la place royale une estrade a été dressée sur les marches de l'église Saint-Jacques-sur-Coudenberg. Léopold y prend place, écoutant les discours d'usage avant la présentation de la Constitution. Le congressiste Jean-Baptiste Nothomb rappelle la formule du serment. Léopold jure de respecter les libertés du peuple belge et devient dès cet instant le premier roi des Belges.
Léopold explique ses objectifs : « Je suis venu ici pour travailler au bien-être de ce pays et pour préserver, par mon acceptation de la couronne, la paix de l'Europe ; tout ce qui pourra contribuer à ces deux choses, je le ferai ; tout ce qui sera au delà, sera néfaste ».

#### Consolidation de l'indépendance
Alors que la Constitution n'attribue le commandement de l'armée au roi qu'à titre honorifique, Léopold affirme dès son arrivée en Belgique, à diverses reprises, qu'il se mettra personnellement à la tête de l'armée si la Belgique devait être attaquée. Ces déclarations sont très favorablement accueillies : le roi dispose d'une expérience militaire que peu de généraux belges peuvent revendiquer.
Le 2 août 1831, alors qu'il effectue sa Joyeuse Entrée à Liège, les Pays-Bas reprennent la guerre contre la Belgique. Léopold fait appel à Joseph Lebeau pour demander l'aide de Paris et de Londres, la constitution lui interdisant de faire appel à des forces étrangères sans l'autorisation du parlement (qui n'est alors pas encore élu). Il défend en personne la route de Bruxelles. L'armée belge est enfoncée par une armée néerlandaise qui la surclasse par sa puissance de feu et bénéficie de préparatifs minutieux lui permettant de ne rencontrer que des résistances locales et passagères. Cependant, devant l'arrivée des Français, les Néerlandais se retirent. La Grande-Bretagne, quant à elle, s'est abstenue d'intervenir au secours des Belges.

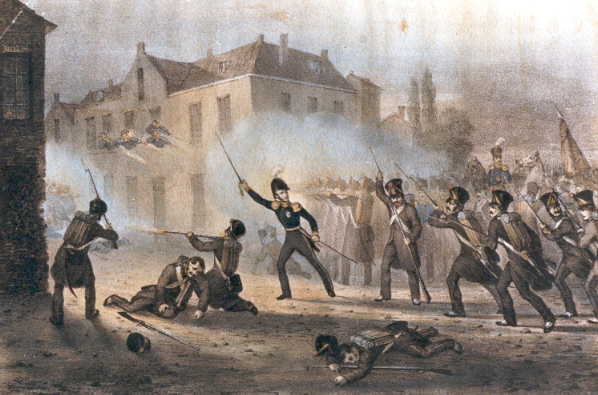
Le prince d'Orange à la tête de l'armée néerlandaise lors de la Campagne des Dix-Jours, au combat de Ravels, le 3 août 1831.

L'attitude du nouveau souverain au cours de cet épisode lui vaut de nombreux éloges dans la presse. C'est ainsi qu'on lit dans L'Indépendance belge : « Le roi des Belges,[…] a montré un sang-froid et une intrépidité rare. Toujours aux endroits les plus périlleux, il s'est vu souvent obligé de remplir tout à la fois les fonctions de généralissime et celles de sous-lieutenant », mais le lendemain, le même journal publie quelques critiques : « […] l'approche de nos troupes a tout réparé, mais ce qui est moins réparable c'est l'échec que les Belges ont subi dans l'opinion de l'Europe ». Après cette désastreuse campagne, le roi réorganise la défense nationale, seul moyen de faire entendre la voix de la Belgique dans le concert européen. La garde civique est licenciée, l'armée est mise sur pied de guerre et une loi en fixe l'effectif à 80 000 hommes.
Lorsque les Néerlandais quittent la Belgique à l'issue de la Campagne des Dix-Jours, ils laissent une garnison qui occupe la citadelle d'Anvers. L'Armée du Nord, corps expéditionnaire français qui avait battu l'armée néerlandaise l'année précédente, revient en Belgique le 15 novembre 1832 et assiège la citadelle d'Anvers. Depuis la citadelle, le général hollandais Chassé bombarde la ville à boulets rouges, incendiant des centaines de maisons et tuant nombre de civils. Jusqu'ici tenus à l'écart, des volontaires belges participent aux combats tandis que la récente armée belge régulière défend les digues de l'Escaut, empêchant l'ennemi de les détruire. Il faut 24 jours au général Haxo, spécialiste français des sièges militaires, pour contraindre l'ennemi à céder. Les Pays-Bas capitulent le 23 décembre 1832.

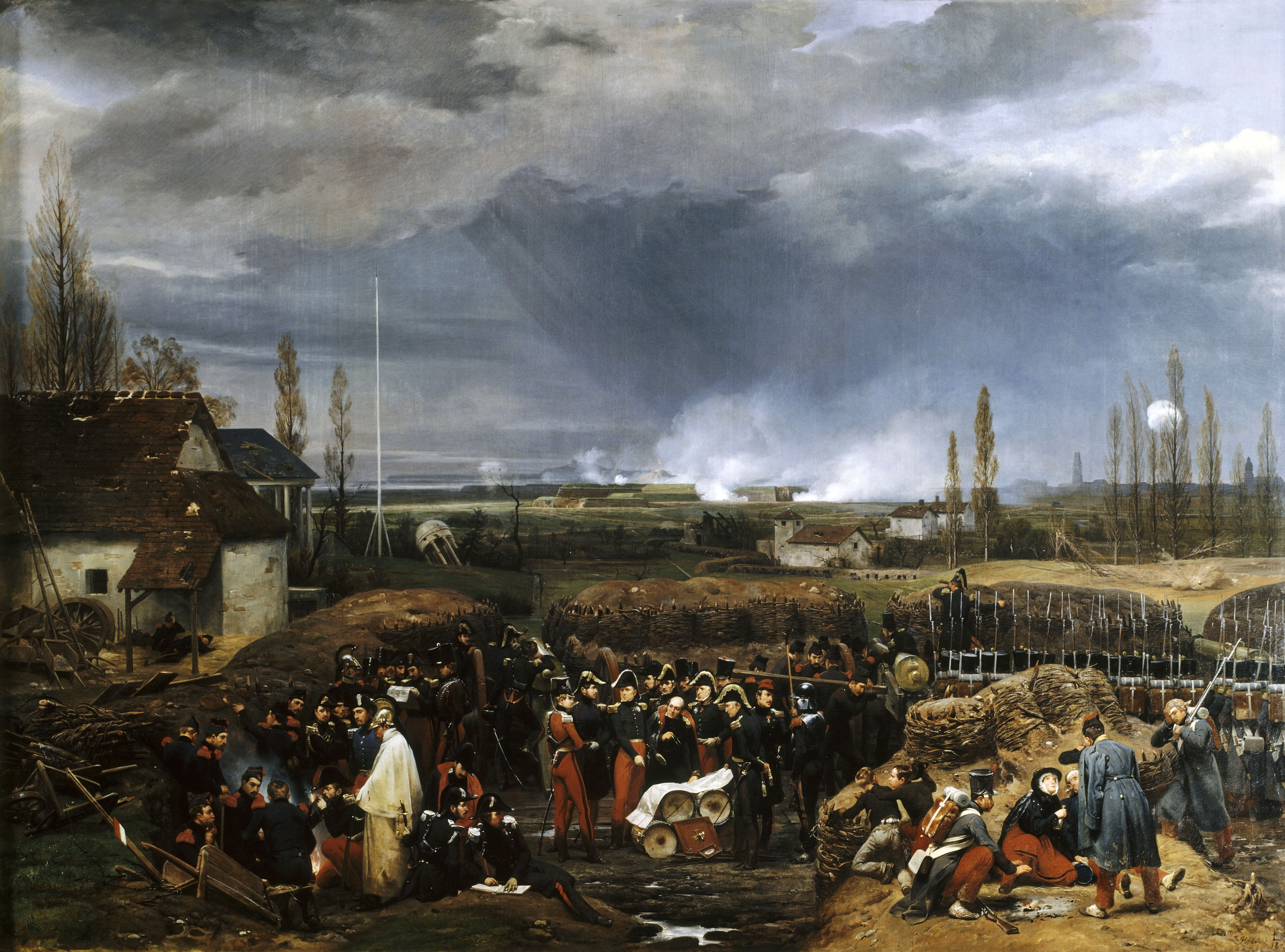
Le Siège de la citadelle d'Anvers par Horace Vernet (1840).

Cependant, malgré leur défaite à Anvers, les Pays-Bas refusent toujours de reconnaître le traité des XXIV articles. En février 1833, la France et la Grande-Bretagne proposent au roi des Pays-Bas de lever l'embargo qui frappe ses côtes et l'évacuation réciproque des territoires occupés contre la libre navigation sur la Meuse et l'Escaut. Dans son obstination à ne rien concéder, le roi Guillaume est abandonné par ses alliés et finit par accepter en mai 1833 une solution provisoire impliquant la levée de l'embargo et le statu quo de l'occupation des territoires disputés. Ensuite, une convention spéciale entre la Belgique et les Pays-Bas règle l'accès de Maastricht aux troupes néerlandaises et le libre accès à la Meuse, ce qui ne satisfait pas Léopold, car rien n'est définitivement réglé.

#### Émeutes anti-orangistes
En avril 1834, éclatent des émeutes anti-orangistes à Bruxelles. Les chevaux du prince d'Orange, qui possède encore un haras à Tervuren, saisis par l'autorité révolutionnaire de 1830, doivent être vendus publiquement au profit du trésor. Les amis du prince, nombreux à Bruxelles, font circuler une liste de souscription en vue d'acquérir ces chevaux et les restituer au prince d'Orange. Une émeute contre les orangistes et en faveur du roi Léopold éclate le 6 avril. Plusieurs hôtels particuliers des membres de la noblesse demeurés orangistes sont saccagés. Le pillage est rude et atteint les hôtels de Ligne, d'Ursel, de Trazegnies, de Marnix… Le roi lui-même décide de monter à cheval et, suivi de quelques officiers, apparaît rue Ducale. La foule, impressionnée par son calme sévère lui livre passage. En quelques phrases, le roi parvient à la disperser. L'ordre semble se rétablir, mais à peine le souverain s'est-il éloigné que l'hôtel de Trazegnies est pris à partie. Les renforts militaires apparaissent à cinq heures et à la nuit tombée, l'armée est maîtresse de la situation. Le bilan est de dix-sept maisons pillées, 115 arrestations et sept blessés. Dans les jours suivants, le ministère élabore une loi qui réprime les menées orangistes. Le 16 mai 1834, le gouvernement dépose un projet de loi punissant toute propagande en faveur des Nassau.
Les affrontements diplomatiques succèdent aux militaires. Les premières années du règne de Léopold sont marquées par les négociations sur les conditions d'accès à l'indépendance complète de la Belgique. Le souverain prend en charge ces discussions en laissant une place variable au ministre des affaires étrangères. S'il échoue à récupérer le sud du Limbourg néerlandais, par lequel il envisage de faire passer le chemin de fer vers le Rhin, il obtient un partage plus favorable de la dette du royaume uni des Pays-Bas, faisant passer la part belge de 8 400 000 à 5 400 000 florins.
Ce n'est qu'en 1839 que l'indépendance belge est définitivement garantie grâce à la ratification par les Pays-Bas du traité des XXIV articles, qui établit l'indépendance du nouveau royaume belge, tant face aux Pays-Bas que face à la France. Quant au tracé définitif de la frontière entre la Belgique et les Pays-Bas, il est fixé le 8 août 1843 par le traité de Maastricht.

#### Famille royale

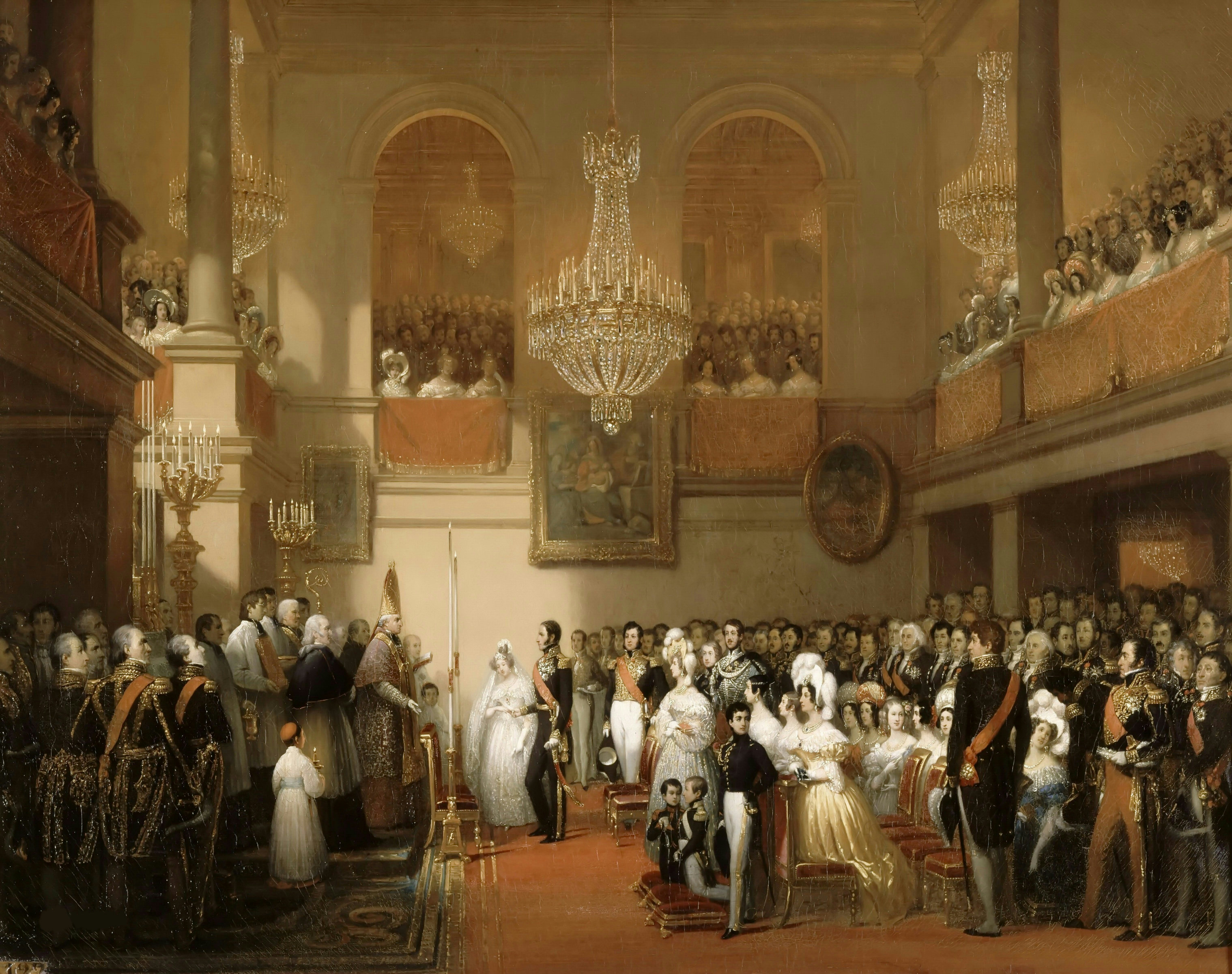
Mariage du roi et de Louise d'Orléans.

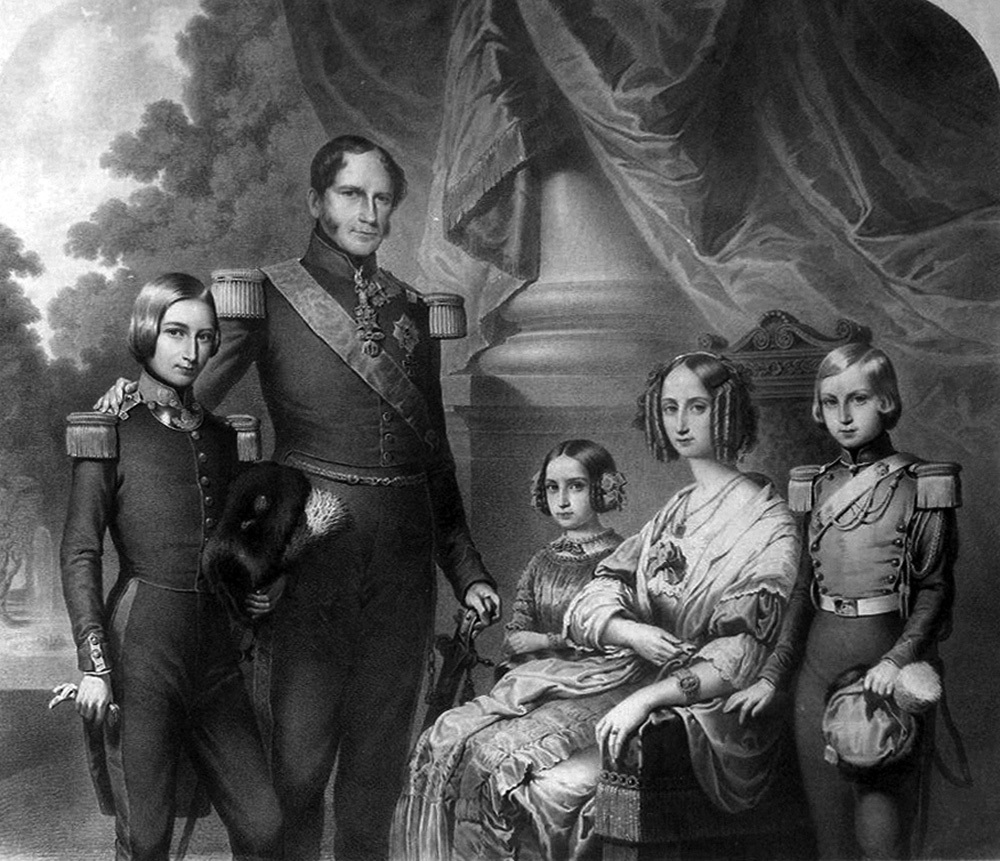
et sa famille par Charles Baugniet.

Le roi étant veuf et sans postérité, la question cruciale de la succession dynastique n'est pas résolue.
L'indépendance de la Belgique n'étant pas encore assurée, le choix de la première reine des Belges doit être judicieux. Afin de resserrer les liens avec la France, et en gratitude pour son rôle dans la Campagne des Dix-Jours, Léopold songe à se marier avec une princesse française. Après une longue négociation avec le roi des Français, Louis-Philippe Ier, il épouse sa fille Louise d'Orléans, le 9 août 1832, au château de Compiègne. Le mariage comprend une cérémonie civile, une célébration catholique et une bénédiction luthérienne. Si c'est un mariage de raison, Louise y trouve du bonheur et aide discrètement et efficacement le roi dans son œuvre politique et diplomatique. Léopold lui fait une telle confiance qu'il propose au gouvernement, avant d'entreprendre un long périple, de déléguer ses pouvoirs régaliens à la reine. Le gouvernement manifeste une opposition si unanime que le roi n'insiste pas.

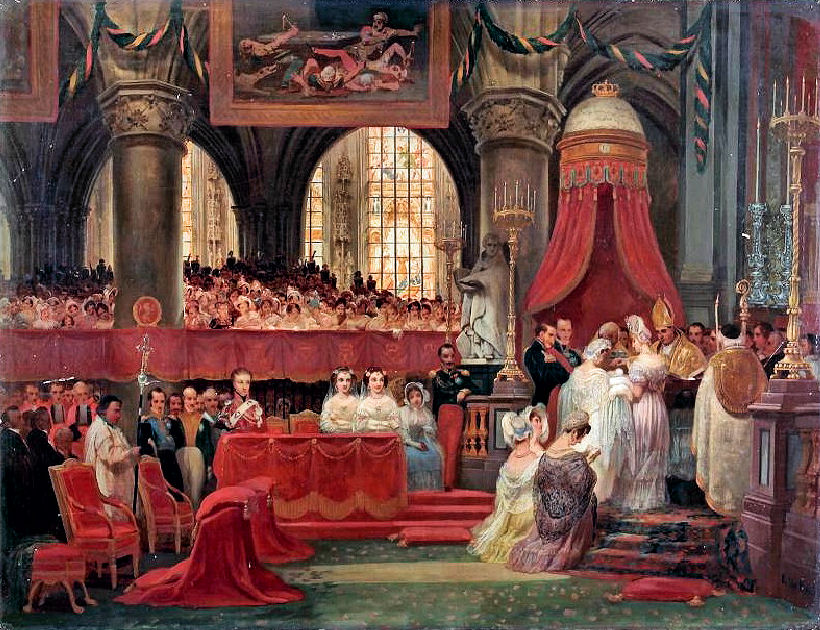
Baptême de Louis-Philippe de Belgique, en la cathédrale Saints-Michel-et-Gudule.

Le premier enfant de l'union de Léopold et Louise est un fils : Louis-Philippe qui naît le 24 juillet 1833, mais meurt, avant d'atteindre son premier anniversaire, le 16 mai 1834, d'une inflammation des muqueuses. Une nouvelle grossesse ne tarde pas et un second fils Léopold, naît le 9 avril 1835. Ensuite, naissent Philippe le 24 mars 1837, puis Charlotte le 7 juin 1840.
Des trois résidences royales mises à sa disposition : Anvers, Bruxelles et Laeken, Léopold choisit cette dernière car elle lui rappelle le plus Claremont. À part le personnel domestique, le couple royal y vit sans suite, « Le Roi, son chien et moi, disait la reine Louise, habitons seuls le palais ». L'existence à Laeken est réglée invariablement. Le roi se lève assez tard et déjeune vers 10 heures avec la reine, après qu'elle a entendu la messe. On apporte alors le courrier de Paris qu'attend Louise avec impatience car elle reçoit maintes lettres de sa famille. L'existence de Louise est abstraite, recluse, trop ignorée du peuple dont elle est reine, et reine étrangère de surcroît. On dîne à Laeken à cinq heures et demie. La comtesse de Merode, Louise-Jeanne de Thezan du Poujol, et l'une des dames d'honneur attendent la reine dans le salon. Dans la pièce voisine, le roi joue au billard. Il reçoit beaucoup, mais toujours les mêmes personnes : hommes politiques, hauts fonctionnaires, membres de la colonie anglaise, car l'aristocratie belge est encore orangiste au début du règne.
Ayant pris froid à la cathédrale Sainte-Gudule lors d'une célébration en mémoire de son père mort récemment, la reine Louise meurt prématurément, le 11 octobre 1850. Le roi en est très affecté : « Pendant 18 ans, et même davantage, Louise fut une vraie amie et il est réellement impossible de se faire une idée exacte de son amour et de sa dévotion. […] C'est une perte énorme, car notre amitié était franchement cordiale et elle ne fut jamais troublée, pendant 18 ans, ne fût-ce qu'un instant ». L'atmosphère change radicalement à la cour de Bruxelles. Les enfants royaux, à peine adolescents, souffrent de l'absence de leur mère et sont souvent livrés à eux-mêmes. C'était la reine qui éduquait personnellement ses enfants et servait de trait d'union entre les précepteurs et le roi. Ce dernier, déjà sexagénaire, devient de plus en plus taciturne et distant avec sa famille. C'est le plus souvent de manière épistolaire, en français ou en allemand, que le roi communique avec ses enfants. Léopold a trouvé en la comtesse Denise d'Hulst, amie de la défunte reine, une éducatrice pour sa fille Charlotte, mais ses fils Léopold et Philippe souffrent d'un manque d'encadrement pédagogique et affectif et se rebellent régulièrement contre toute autorité autre que paternelle. Les sermons épistolaires de leur père ne parviennent cependant pas à corriger leurs caractères qui s'affirment.

#### Arcadie et les barons von Eppinghoven

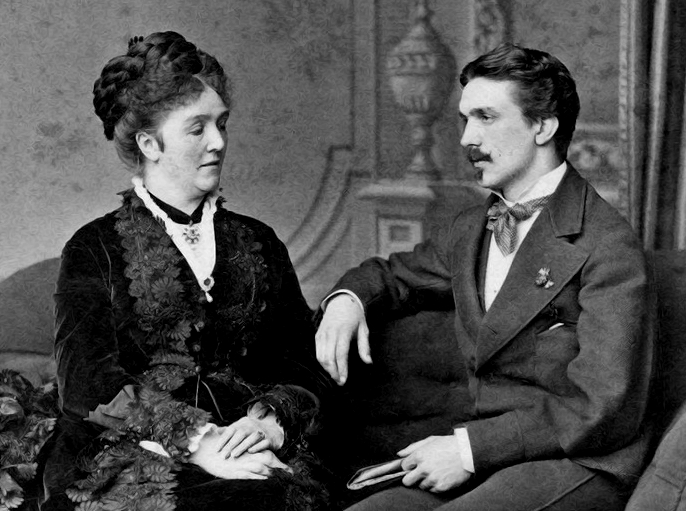
Arcadie Claret et son fils, Arthur von Eppinghoven, vers 1877.

En 1844, Léopold rencontre Arcadie Claret, dix-huit ans, fille d'un officier de l'armée belge. Très rapidement ils entretiennent une liaison. Afin de protéger sa maîtresse, Léopold l'incite à contracter un mariage blanc. Arcadie épouse donc en 1845 Frédéric Meyer, intendant des écuries royales, lequel accepte de jouer le rôle de mari, moyennant une rétribution financière, avant de retourner à Cobourg et dès lors de laisser Léopold et Arcadie vivre leur relation.
La jeune femme est installée dans un hôtel de maître rue Royale à Bruxelles, non loin du palais. La presse se fait l'écho de cette relation adultérine. Arcadie ne se cache guère et emprunte de riches calèches lorsqu'elle se déplace. Les rumeurs concernant la mauvaise santé de la reine Louise accentuent le ressentiment populaire. Madame Meyer est maintenant sifflée en ville, tandis que des vitres de son hôtel sont brisées. Pressé par ses conseillers qui lui suggèrent la discrétion, Léopold se résout enfin à écrire à sa maîtresse en lui suggérant davantage de retenue lors de ses sorties. En octobre 1850, elle quitte le pays et se rend en Allemagne. Lorsqu'elle revient en Belgique, quelques mois après la mort de la reine, le roi l'installe au château du Stuyvenberg, à deux pas de Laeken.
Le roi a deux fils avec sa maîtresse, titrée en 1863 baronne von Eppinghoven : Georges-Frédéric (1849-1904) et Arthur (1852-1940), tous deux titrés en 1862 barons von Eppinghoven. Ces titres ont été concédés par le duc Ernest II de Saxe-Cobourg et Gotha, neveu du roi Léopold. Plusieurs journaux font état d'un mariage morganatique du roi, mais ces affirmations sont démenties. Arcadie reste la maîtresse de Léopold jusqu'aux derniers jours du souverain. Peu après la mort du roi, elle retourne en Allemagne, où elle vit jusqu'en 1897.

#### Politique intérieure

##### Paysage politique belge
Tandis que les rédacteurs de la Constitution de 1831 assignent au souverain en sa qualité d'arbitre neutre et impartial le pouvoir modérateur dans lequel ils voient le trait essentiel de la fonction royale, Léopold parvient, dès le début de son règne, à s'octroyer une place très influente au sein du gouvernement. En effet, le roi exerce une action personnelle et directe dans les domaines diplomatique, administratif et militaire. La Belgique demeure un pays fort divisé mais en grande partie rassemblé par son roi.
De 1831 à 1846, la politique est polarisée entre les libéraux et les catholiques, lesquels forment des gouvernements unionistes. L'Église catholique est dès le début un des principaux piliers de l'État belge. Luthérien, refusant de se convertir au catholicisme, les convictions religieuses du roi n'influencent pas sa politique intérieure. Le roi s'attache à entretenir les meilleures relations avec le Saint-Siège, de façon à pouvoir agir sur l'épiscopat par l'intermédiaire de la seule autorité qui possède sur lui un ascendant incontesté. La Belgique étant très majoritairement catholique, le roi voit dans le catholicisme un moyen de paix sociale. Il espère que le catholicisme — dans un pays dont l'identité nationale ne peut s'appuyer sur une langue commune — soit le vecteur de l'unification du pays dans un esprit conservateur. À lui revient la tâche de trouver « un modus vivendi avec la constitution libérale et les règles du jeu démocratique ».
Bientôt, la lutte entre les catholiques et les libéraux commence à sourdre derrière la façade unioniste. Ainsi, la chute du gouvernement de Theux en avril 1840 est probablement l’un des événements politiques que Léopold Ier redoutait le plus. C’est la première fois dans l’histoire belge que la Chambre laisse tomber un gouvernement. Le jugement de Léopold est que le Parlement a voté contre le traitre Van der Smissen et non un vote négatif envers le gouvernement de Theux. L’unionisme qui régnait jusque-là en maitre dans les différents gouvernements et au sein du Parlement associé aux événements internationaux donnaient beaucoup de force à la parole conservatrice du souverain. Le rôle du roi dans cette crise est essentiel pour la formation rapide d’un nouveau gouvernement mené par Lebeau. C’est contre ses opinions mais pressé par la crise économique qu’il envoie le premier gouvernement libéral au pouvoir.
En 1846, le parti libéral, lors d'un congrès qui réunit trois cent cinquante délégués venus de tout le pays, se donne une organisation et un programme mettant au premier plan l'indépendance du pouvoir civil. À partir du gouvernement dirigé par Charles Rogier en 1847, naît un nouveau système où le lien entre le gouvernement et le parlement gagne en importance et minore le rôle du roi. Dorénavant, les gouvernements sont tantôt dirigés par des libéraux, tantôt par des catholiques. Les libéraux sont opposés à l'influence de l'Église catholique dans les domaines politiques et sociaux, prônant le libre-échange, les libertés individuelles et la sécularisation. Les catholiques œuvrent pour un enseignement religieux comme base de l'État et de la société. Durant la seconde partie du règne de Léopold Ier, les libéraux sont presque en permanence au pouvoir et dirigent des cabinets ministériels homogènes. En effet, de 1847 à 1870 (hormis de 1855 à 1857 où le dernier gouvernement unioniste belge est dirigé par Pierre De Decker), le chef de cabinet est invariablement libéral. Les relations avec ses ministres prouvent que le roi considère comme sa prérogative la nomination et la révocation des membres du gouvernement. Il veut être informé préalablement de toutes les décisions de ses ministres.

##### Progrès économiques et industriels

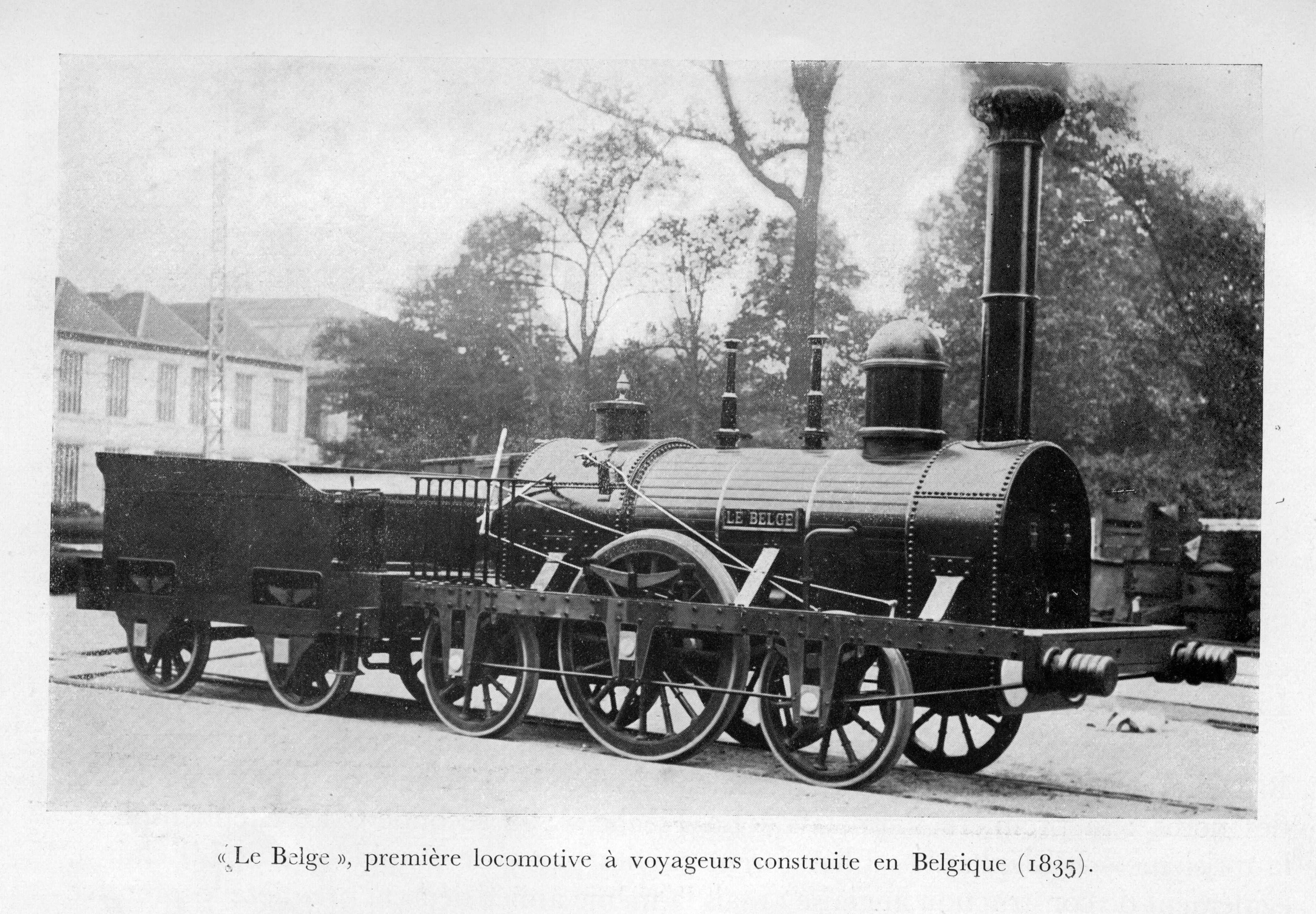
La locomotive « Le Belge », la première à être produite par l'industrie belge (1835).

Sous le règne de Léopold Ier, si la Belgique connaît d'indéniables progrès économiques et industriels, en Flandre en revanche, la situation économique est délétère durant des années (particulièrement de 1845 à 1849), engendrant la migration interne de nombre de Flamands vers Bruxelles et les régions industrialisées de Wallonie. De manière générale, la situation de l'ouvrier demeure précaire. En homme de son époque, le roi ne se soucie des problèmes sociaux que lorsque leur expression menace l'ordre établi. Pour le roi, comme pour la bourgeoisie catholique et libérale dirigeante, la question sociale relève avant tout de la charité chrétienne ou de la philanthropie. Le rôle de l'État se borne à maintenir l'ordre pour assurer le libre fonctionnement du circuit économique. Dans son discours du trône de 1838, Léopold affirme sa vision paternaliste et déclare qu'il faut subventionner davantage les institutions de charité et améliorer les établissements accueillant les sourds-muets, les aveugles et les aliénés. Dans ce même discours, le roi déclare : « des efforts multiples sont dirigés vers l'amélioration et l'extension de l'agriculture, du commerce et de l'industrie ; ils contribuent à répandre l'aisance dans les diverses classes des habitants et à cimenter la concorde. »
En 1842, le roi échoue à faire voter des lois pour réguler le travail des enfants et des femmes car eux aussi sont employés aux travaux les plus lourds. En 1850, l'industrie charbonnière utilise aux labeurs du fond près de 3 000 femmes, 4 400 garçons et 1 221 filles de moins de seize ans. Dans l'agriculture où règne un chômage endémique, les conditions de travail sont similaires pour des salaires encore plus bas. Une enquête menée par le journaliste Édouard Ducpétiaux en 1853-1854 établit que l'ouvrier belge est obligé de consacrer 65,8 % de ses revenus à la seule satisfaction de ses besoins alimentaires. En dépit de cette réalité sociale, Léopold n'a jamais été directement confronté à l'essor du mouvement ouvrier.
Dans le royaume, le roi Léopold favorise l'ouverture de la première ligne de chemin de fer en Europe continentale : le premier train belge part de Bruxelles et gagne Malines le 5 mai 1835. C'est aussi le premier train de voyageurs d'une ligne régulière hors des îles Britanniques. Le 30 décembre 1835, la locomotive à vapeur « Le Belge » est mise en service. C'est la première machine construite en Belgique ; elle est réalisée par les ateliers John Cokerill de Seraing sous licence Robert Stephenson and Company,.
Le développement du réseau ferroviaire permet l'essor de l'industrie en offrant des transports efficaces. Lors du discours du trône de 1847, le roi constate : « les transports des marchandises et les recettes du chemin de fer continuent à s'accroître dans une proportion remarquable. Des mesures se préparent pour les augmenter encore et pour introduire des améliorations dans l'exploitation de cet important service ». Sous le règne de Léopold Ier, de nombreux secteurs industriels connaissent un développement considérable : production de fonte et d'acier, extraction de la houille, expansion des verreries et du tissage de toile.
Le roi favorise en 1835 le secteur bancaire par la création de la Banque de Belgique. Lors de l'indépendance circulent encore des monnaies néerlandaises, françaises, liégeoises et autrichiennes. Le franc belge voit le jour en 1832. L'effigie du roi apparaît sur les pièces et les timbres-poste, renforçant aux yeux de la population le sentiment national et la légitimité du souverain.

##### Le Printemps des peuples (1848)

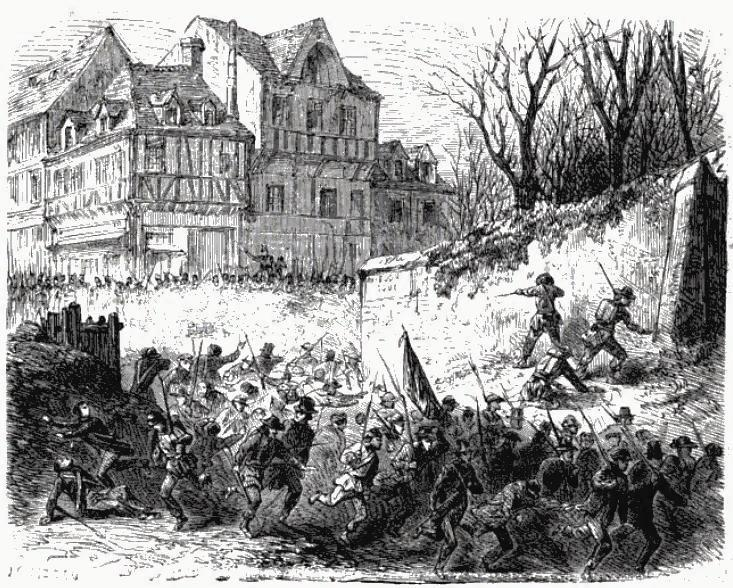
Expédition de Risquons-Tout le 29 mars 1848.

En 1848, alors que le reste de l'Europe est secoué par une série de révolutions, la Belgique ne subit aucun trouble significatif. La Constitution fournit déjà un cadre de liberté qui fait la fierté des Belges. On recense tout de même sur le sol belge deux événements à caractère révolutionnaire en cette année 1848 : les 24 et 25 mars, des ouvriers belges travaillant en France, animés du désir de propager la révolution, sont arrêtés par l'armée belge à Quiévrain. Le 29 mars, des révolutionnaires de la légion républicaine belge souhaitant soulever le peuple belge et renverser la monarchie, venus de Paris et armés à Lille, sont refoulés par l'armée belge à Risquons-Tout, un hameau de Mouscron. Le bilan de cette échauffourée — laquelle ne dure que deux heures — est de sept morts, 26 blessés et 60 arrestations.
Afin de se prémunir d'une contagion, le gouvernement de Charles Rogier adopte diverses mesures visant à libéraliser le pays et éviter qu'il ne soit séduit par les idées révolutionnaires de ses voisins, à commencer par la France : le cens est réduit au minimum constitutionnel (doublant presque le nombre des électeurs), une loi d'incompatibilité entre le statut de fonctionnaire et un mandat parlementaire est adoptée et le droit de timbre sur les journaux est supprimé,. De surcroît, les agents vecteurs de troubles potentiels à l'ordre public, tel Karl Marx, sont expulsés du royaume dès les premiers jours de mars.
Toutefois, la stabilité est essentiellement due au souvenir de l'annexion de la Belgique par la France après les révolutions brabançonne et liégeoise. Ce sentiment d'indépendance et de loyauté surprend et touche Léopold. Le roi qui jusqu'alors regrettait de ne pas avoir choisi la couronne hellène est réconcilié avec son pays. À la fin 1848, le roi Léopold dresse le bilan de cette année particulière : « Tu connais ce pays qui, je puis le dire sans fausse modestie, a été administré de façon exemplaire depuis presque 18 ans. Il a bien fait ses preuves lors de la crise et malgré le terrible voisinage de Paris. […] Après cette épreuve du feu, le pays est devenu très solide […], j'ai gagné la confiance de la plupart des Cabinets et aussi des peuples ; je compte bien m'en servir et l'utiliser à fond au profit de l'Europe. »

##### Dernières années du règne

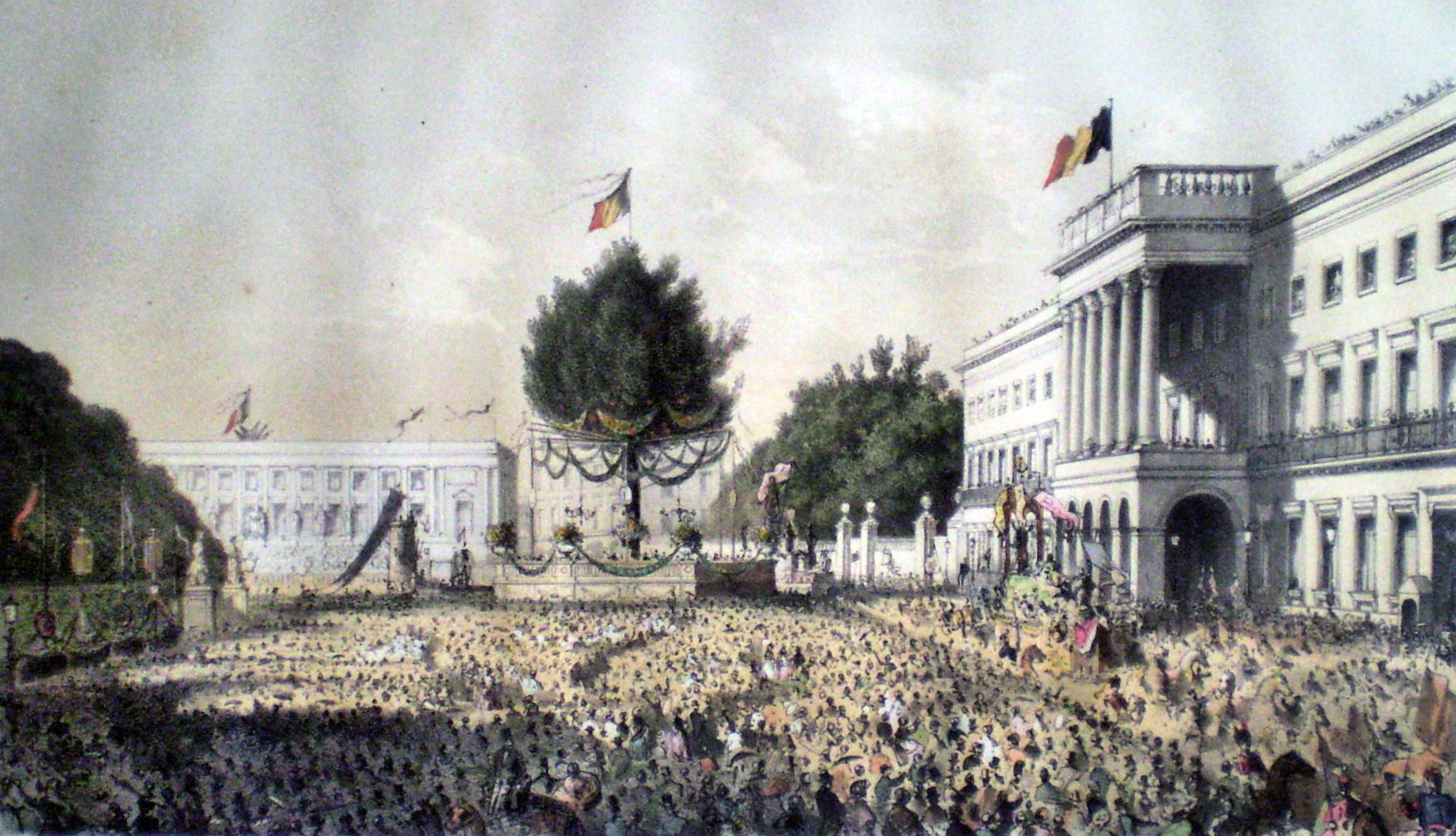
25e anniversaire de l'inauguration du roi le 22 juillet 1856.

En été 1856, la Belgique fête le 25e anniversaire du règne de son premier roi. Le 21 juillet 1856, le roi, à cheval, parcourt de nouveau le chemin qui 25 ans plus tôt l'a conduit du château de Laeken au palais royal de Bruxelles le jour de sa prestation de serment. Il est accompagné de ses deux fils. Le roi assiste à un Te Deum de reconnaissance. Il recommande aux Belges : « l'union, secret de notre prospérité, de notre grandeur, de notre durée. ». Habituellement réservé, il se réjouit de ce jubilé. Durant les mois suivants, le roi et ses fils visitent successivement les neuf provinces. Ils passent plusieurs jours dans chaque chef-lieu, où se succèdent les cortèges, bals, banquets, visites d'églises, de monuments publics, d'usines et d'établissements de charité. La visite à Gand est prétexte à glorifier la langue néerlandaise,. Stockmar, retiré à Cobourg, écrit dans son journal : « Je ne me souviens pas d'avoir jamais vu, d'avoir jamais entendu caeteris paribus un triomphe semblable à celui-là ».
L'année 1857 est nettement moins réjouissante pour le roi. Le pays connaît une intense crise politique. Lorsque le ministre catholique De Decker, chef du gouvernement, dépose son projet de loi sur le régime des fondations charitables, il a la conviction d'avoir posé un acte de concorde et de transaction entre catholiques et libéraux. Quand la discussion de ce projet s'ouvre au parlement le 21 avril, le pays s'enfièvre. Cette loi des couvents provoque une émotion qui dépasse le cercle des électeurs censitaires. Durant vingt-sept séances, le débat se prolonge à la Chambre au milieu des polémiques ravivées par la presse. Bientôt, la foule intervient. Des manifestants entourent le palais de la Nation, des bandes circulent en ville conspuant les religieux. L'agitation gagne ensuite les chefs-lieux de province. Le 28 mai, le roi réunit le conseil des ministres et propose la mesure extraordinaire de l'état de siège. Il a déjà fait appeler des troupes des villes voisines et du camp de Beverloo afin de renforcer la garnison de Bruxelles. Courroucé, Léopold déclare : « je monterai à cheval s'il faut pour protéger la représentation nationale ; je ne laisserai pas outrager la majorité ; j'écraserai ces canailles. » L'agitation persistant et gagnant en intensité, Léopold propose de disjoindre du projet en discussion les articles déjà votés et d'en faire une loi spéciale. En dépit de la volonté royale, De Decker abandonne cette proposition de disjonction. Cela a pour effet d'annihiler la loi des couvents. Le roi fait publier dans le Moniteur une lettre au chef du cabinet qui constitue un véritable message adressé à la nation, document sans précédent dans l'histoire de la Belgique. Le roi laisse apparaître son irritation face à la pusillanimité du gouvernement qu'il critique de la sorte : « Ce n'est pas moi qui les ai abandonnés en 1857, ce sont eux qui m'ont abandonné. J'étais prêt à monter à cheval, je n'aurais pas reculé. Ils m'ont laissé en présence du désordre ; ils m'ont réduit à céder devant le désordre et personne ne saurait comprendre combien était profonde une semblable humiliation. ».

#### Consécration de la dynastie

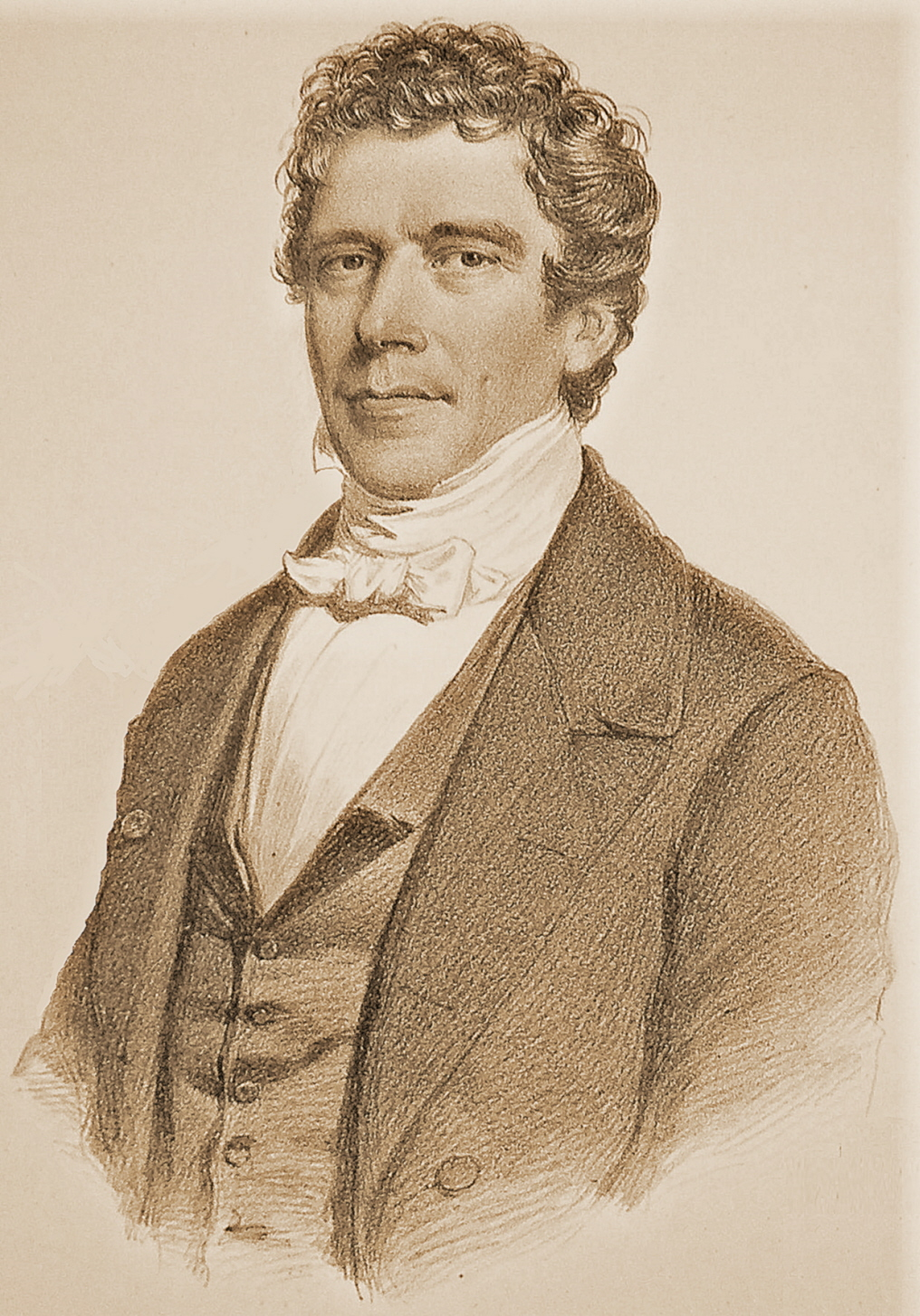
Charles Rogier (vers 1855).

Le 9 novembre 1857, après la démission de De Decker et la chute du gouvernement, Charles Rogier revient au pouvoir et constitue un gouvernement libéral, qui œuvre durant dix ans et survit au roi. Rogier occupe également les fonctions de ministre de l'intérieur, tandis que Walthère Frère-Orban obtient le portefeuille des finances et Victor Tesch celui de la justice. Ce gouvernement s'inscrit pleinement dans le fonctionnement régulier du système constitutionnel, mais la crise a exacerbé les passions : les libéraux adoptent une attitude anticléricale prédominante. L'esprit de conciliation s'estompe. Ainsi, en 1859, une loi sur les fondations charitables porte en triomphe les idées de la gauche. Deux ans plus tard, le gouvernement manifeste son intention de légiférer dans le même sens les bourses d'études. En 1862, survient la « querelle des cimetières » au cours de laquelle les catholiques paient de la laïcisation le manque de charité dont ils avaient fait preuve vis-à-vis des défunts athées. Charles Rogier écrit en janvier 1858 que les agents du pouvoir interviennent partout dans la lutte de l'État contre l'Église. Le roi regrette ces initiatives anticléricales. Il a très bien compris que son rôle constitutionnel ne peut prétendre à vouloir réaliser tout ce qu'il souhaite, ni d'empêcher ce qu'il déplore. Léopold Ier se plie sans trop de peine aux exigences de sa fonction et s'il n'entrave pas la réalisation des désirs de la majorité, il stipule des compensations pour tel ou tel projet national. Après 1857, c'est le souci de la défense du pays qui l'emporte chez le roi sur toute autre considération. Il se réjouit donc du vote de la loi du 7 septembre 1859 qui choisit Anvers comme dernier bastion de résistance (réduit national) jusqu'à l'arrivée de l'aide alliée (la Grande-Bretagne).
En 1859, la statue de Léopold Ier est solennellement placée au sommet de la colonne du Congrès au cours de fêtes célébrant la monarchie. Le 12 juin de la même année, l'avenir dynastique est perpétué par la naissance de son premier petit-fils Léopold comte de Hainaut, fils du futur Léopold II. En 1860, le roi visite à nouveau toute une série de villes de provinces. Alors qu'on le sait souffrant, le retour officiel du roi à Bruxelles, le 24 septembre 1862, offre l'occasion d'une fervente manifestation populaire que Philippe, comte de Flandre, décrit à sa sœur Charlotte en des termes élogieux. Désormais, le roi entretient des relations moins intimes avec son gouvernement. Il renonce à présider les conseils des ministres. Tout se passe maintenant par l'intermédiaire de Jules Van Praet, son conseiller et principal collaborateur.

#### Affaires étrangères

##### Le Nestor de l'Europe

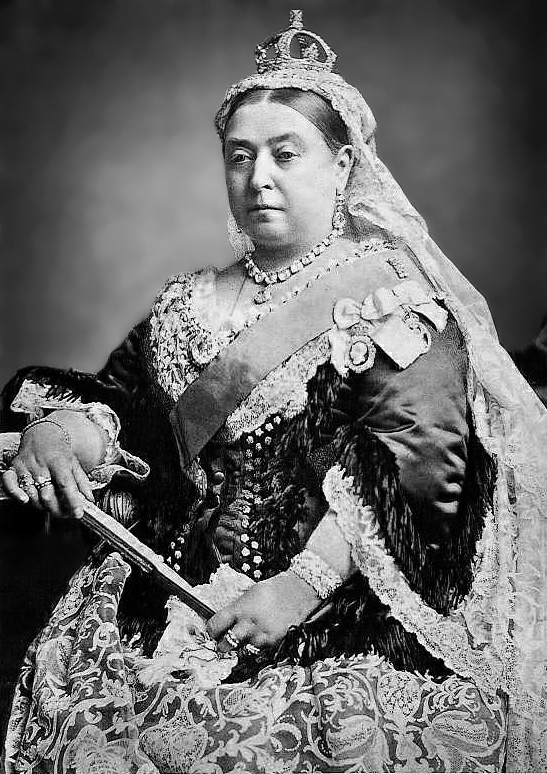
La reine Victoria photographiée par Alexander Bassano (1887).

Léopold entend jouer un rôle central dans la diplomatie européenne voire mondiale. Lors de la situation délicate de 1830, Léopold apparaît comme le plus apte à réconcilier l'expérience libérale belge avec le système international. Il a ses entrées dans toutes les grandes cours européennes et se voit souvent acclamé comme le « Nestor de l'Europe ». Il entretient une intense correspondance avec les souverains d'Europe, notamment avec sa nièce la reine Victoria. L'historien Jean Stengers considère que les interventions du roi Léopold sont dictées par trois impératifs : veiller aux intérêts de la Belgique mais aussi à ceux du Royaume-Uni, encourager la paix en Europe et maintenir l'ordre conservateur.
L'historien Carlo Bronne estime que le rôle du roi s'apparente parfois à celui de ministre des affaires étrangères. Le roi ne se contente pas d'échanger une abondante correspondance avec les hommes de pouvoir de son temps, il paie aussi de sa personne en voyageant beaucoup à travers l'Europe. À Bruxelles, dans les légations, on n'ignore pas que les relations extérieures sont dirigées par le cabinet du roi plutôt que par le département des affaires étrangères. Avare de sa confiance, Léopold l'accorde sans compter à quelques correspondants éprouvés, tels le baron Stockmar, Sylvain Van de Weyer, tous deux à Londres, le comte Le Hon à Paris, sans oublier Jean-Baptiste Nothomb à Berlin.

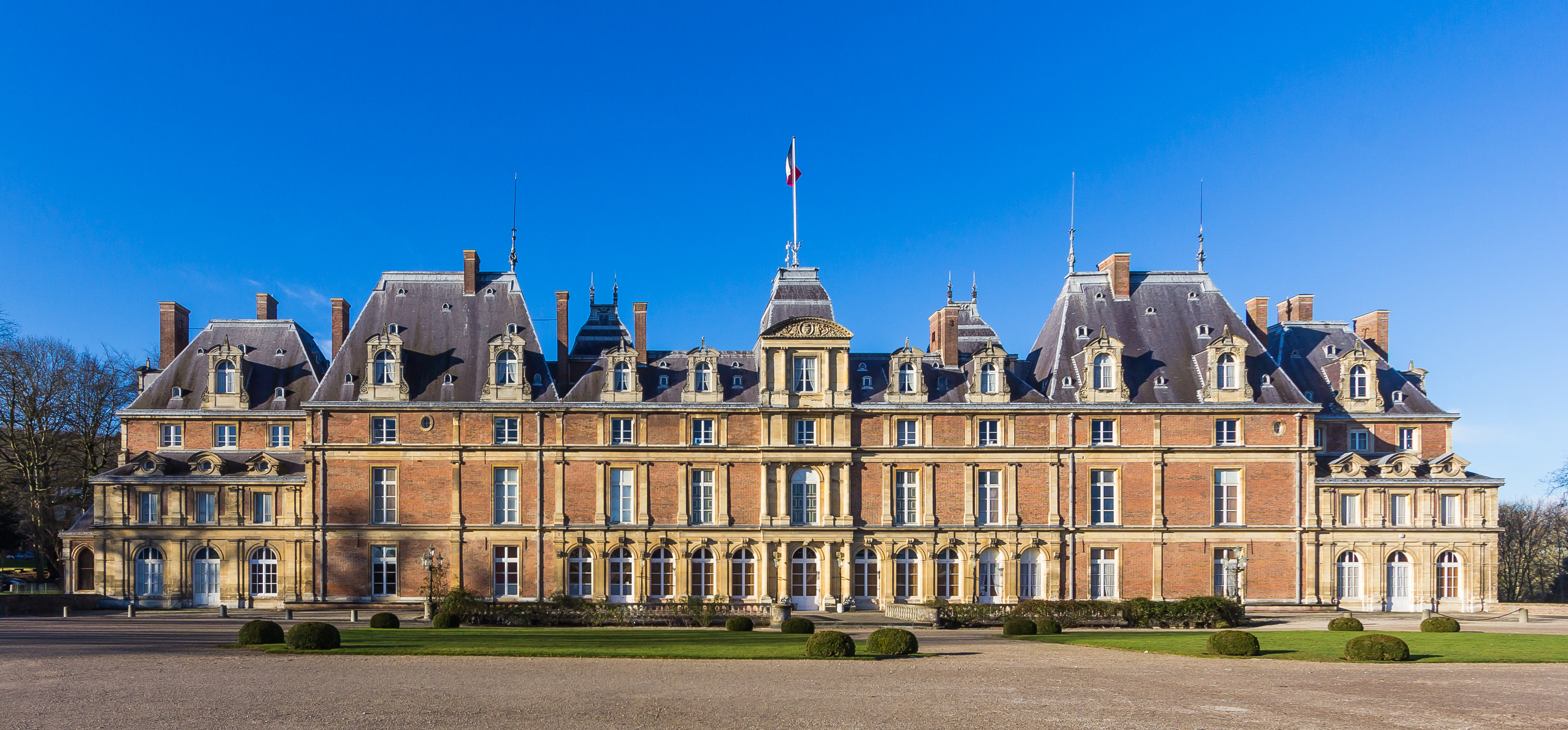
Château d'Eu.

Léopold œuvre tout particulièrement à apaiser les tensions entre le Royaume-Uni et la France à l'occasion de la question d'Orient en 1840. Il souhaite que la bonne entente règne entre Londres et Paris, afin que Bruxelles soit en sécurité. À cet effet, il organise une entrevue entre son beau-père le roi Louis-Philippe et sa nièce la reine Victoria en 1843. La rencontre a lieu au château d'Eu ; son retentissement est majeur car pour la première fois depuis treize ans, la maison d'Orléans, jusqu'ici traitée en renégate, reçoit des souverains étrangers. L'année suivante, le roi des Français rend la visite reçue. Ce sont Léopold et Louise qui règlent personnellement les détails de ce voyage. Ce séjour est couronné de succès, les Anglais accueillant Louis-Philippe comme un patriarche estimé.
Ayant réussi à rapprocher ses deux puissants voisins, le roi reprend contact avec les princes allemands. En août 1843, accompagnés par les souverains britanniques, les souverains belges se retrouvent à Brühl et au château de Stolzenfels à la Familientafel réunissant autour d'eux et du couple royal de Prusse quarante princes et princesses allemands. Seul l'empereur de Russie Nicolas Ier demeurait sur ses positions, à savoir qu'aucun diplomate ne le représente à Bruxelles jugée trop encline à accueillir les rebelles polonais. Le talent de la reine Victoria, conjugué à celui de Van Praet, ministre de la Maison du roi, permet qu'en 1844 des relations diplomatiques soient établies entre la Belgique et la Russie.
Léopold reste neutre pendant les événements français de février 1848. Bien qu'il soit le gendre du roi déchu Louis-Philippe, Léopold devance les autres nations en s'empressant de reconnaître la République française. Si la neutralité belge recueille une sincère admiration au niveau européen, les événements de 1848 engendrent deux conséquences : ils grandissent la Belgique reconnue pour sa sagesse et son profond patriotisme mais ils modifient la situation internationale du royaume.

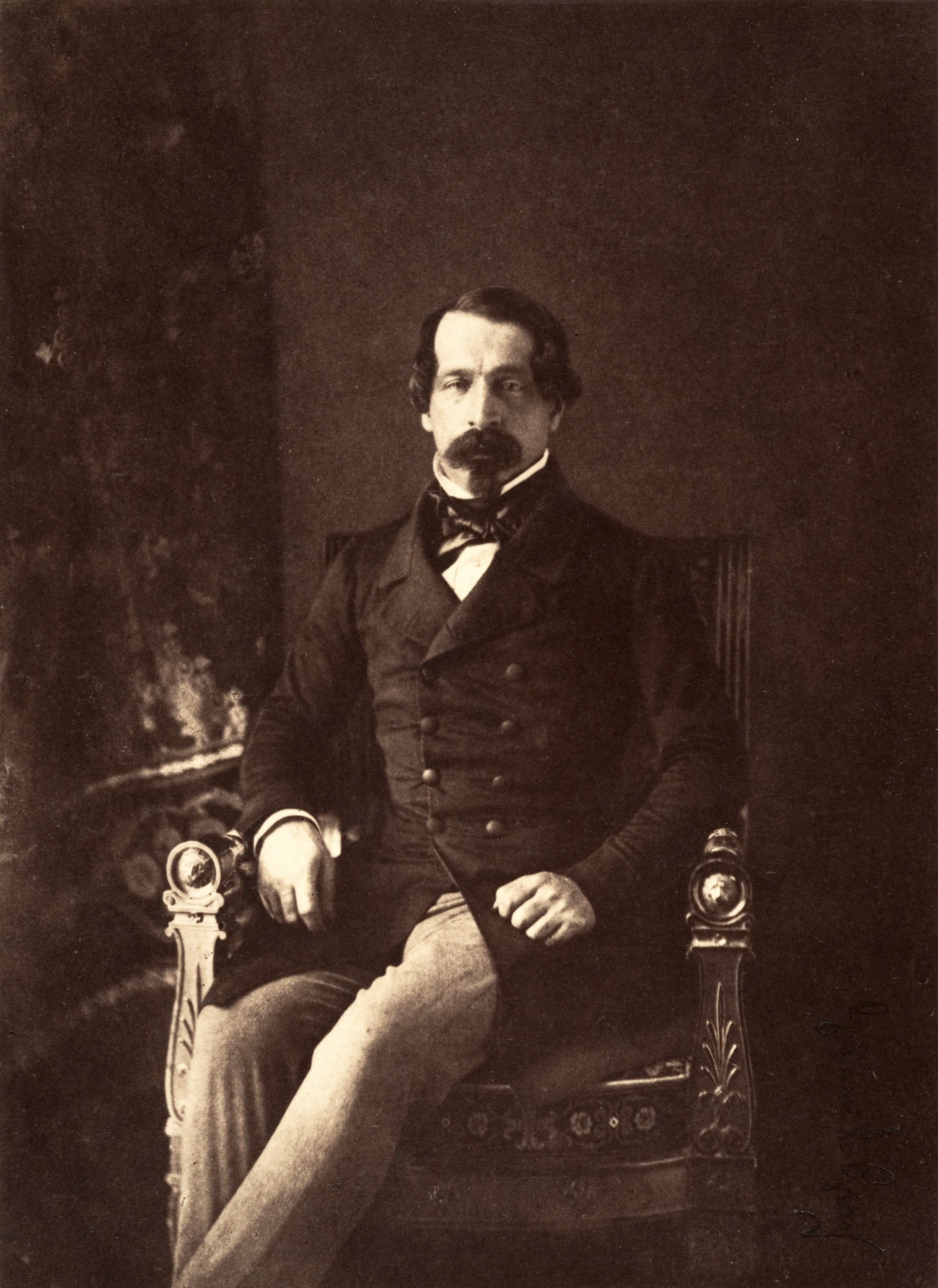
Le « prince-président » Louis-Napoléon Bonaparte photographié par Gustave Le Gray (1852).

La France de la monarchie de Juillet, fidèle amie de la Belgique, fait bientôt place à la France bonapartiste singulièrement inquiétante pour sa faible voisine. Sitôt après le Coup d'État du 2 décembre 1851 qui inscrit le régime bonapartiste dans la durée, le roi Léopold dépêche à Paris son ministre d'État Henri De Brouckère pour assurer le prince-président de la bienveillance belge à son égard. Ces bons procédés dissimulent la crainte de Léopold à l'endroit du nouveau régime hypothétiquement dangereux pour l'Europe et pour la Belgique en particulier. Il limite le nombre des réfugiés politiques français afin de s'assurer les bonnes grâces du nouveau pouvoir. En 1854, le roi Léopold rencontre enfin Napoléon III à Calais. L'année suivante, le roi des Belges envoie son fils Léopold à Paris dans le cadre de l'Exposition universelle, établissant des relations plus apaisées entre les deux pays.
Après 1848, à l'Est aussi croît un péril redoutable : le mouvement nationaliste en Allemagne contribue à l'élimination progressive de l'Autriche au profit de la Prusse laquelle marche vers son hégémonie sur le monde germanique. Créé dans le sillage de la révolution de Mars, un pré-parlement à l'assemblée de Francfort réunit des représentants d'états de la Confédération germanique. Ce pré-parlement cite le nom du roi Léopold comme candidat potentiel à l'élection d'un chef fédéral qui ceindrait la couronne impériale d'Allemagne. Ensuite, l'entrée de la Belgique dans la Confédération germanique est évoquée. Le roi Léopold ne souhaite guère cette adhésion, car elle contreviendrait à la neutralité de l'État belge et aux sentiments d'indépendance de la population de son royaume. Cette première tentative d'unification allemande échoue, mais la Prusse n'en demeure pas moins une voisine puissante aux portes de la Belgique.

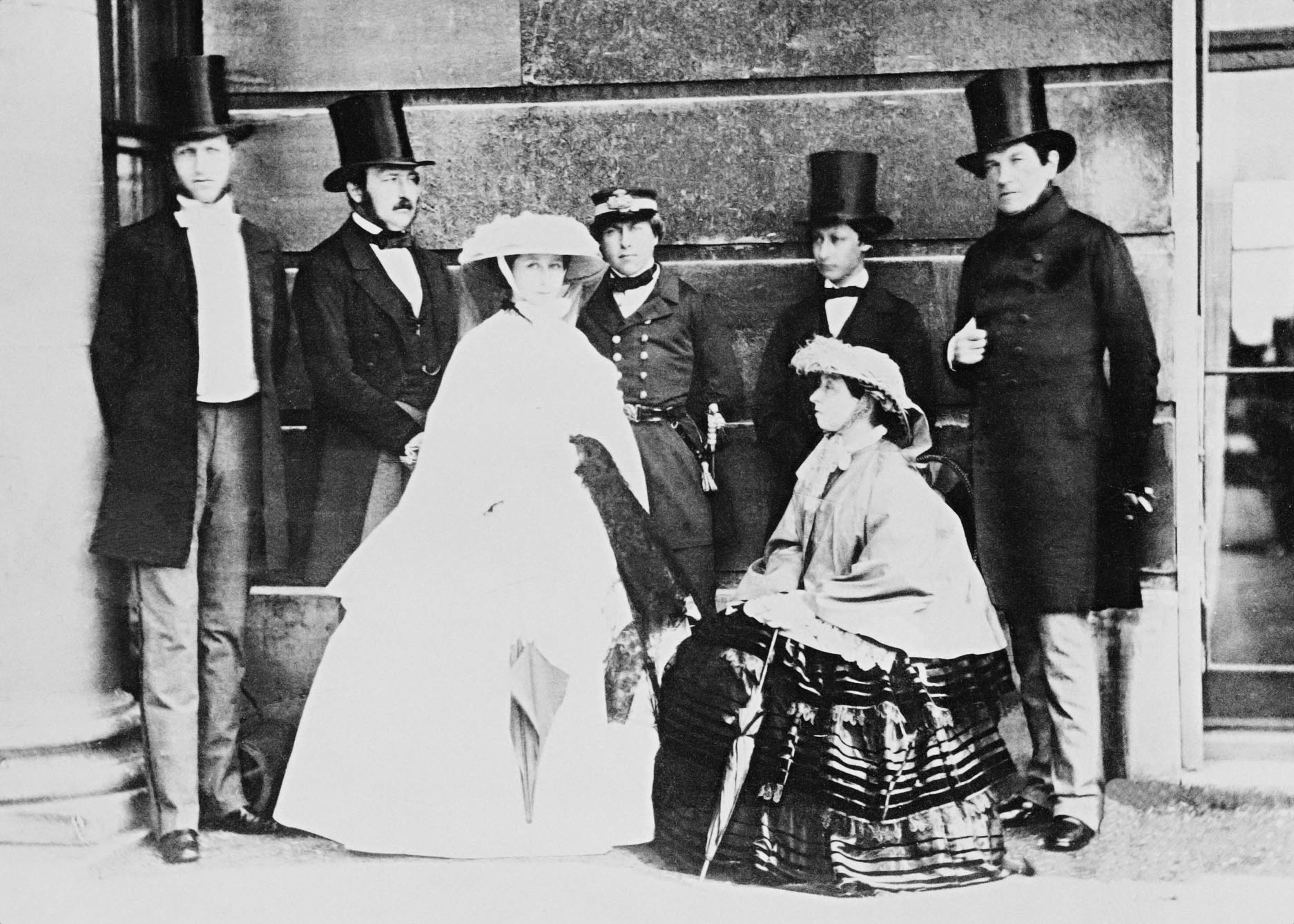
Debout : le prince Philippe, comte de Flandre ; Albert de Saxe-Cobourg-Gotha, prince consort du Royaume-Uni ; la princesse Alice du Royaume-Uni ; le prince Louis, duc de Porto ; le prince Édouard, prince de Galles ;, roi des Belges, et Victoria, reine du Royaume-Uni, assise photographiés à Osborne House (juin 1859).

Vis-à-vis des Pays-Bas, Léopold Ier demeure sans rancune. Depuis la signature du traité de 1839 qui solde le contentieux entre les Belges et les Néerlandais, Léopold s'attache à établir de bonnes relations avec son voisin du Nord, dont les intérêts rejoignent ceux de la Belgique. Les événements de 1848 permettent de nouer des contacts directs entre les deux cours. En octobre 1859, le roi envoie son fils cadet le comte de Flandre à la cour de La Haye afin de raffermir les relations avec les Pays-Bas. Philippe, comte de Flandre, rencontre toute la famille royale néerlandaise dont la princesse Marie d'Orange-Nassau, cousine du roi Guillaume III, que certains journaux s'empressent — à tort — de fiancer au second fils du roi des Belges. Le 18 octobre 1861, Léopold reçoit cordialement à Liège le roi Guillaume III des Pays-Bas, qui, répondant à l'invitation à Compiègne émise par Napoléon III, choisit de revenir par la Belgique. La veille de cette rencontre, Léopold écrit à sa nièce Victoria : « Il sera très bien reçu, son procédé est justement apprécié ici. Être reçu dans le pays même où l'on était Prince héritier, c'est un peu pénible et on se sent légèrement embarrassé. » Cette rencontre de Liège se passe au mieux et scelle la concorde des deux nations jadis ennemies.

##### Politique matrimoniale

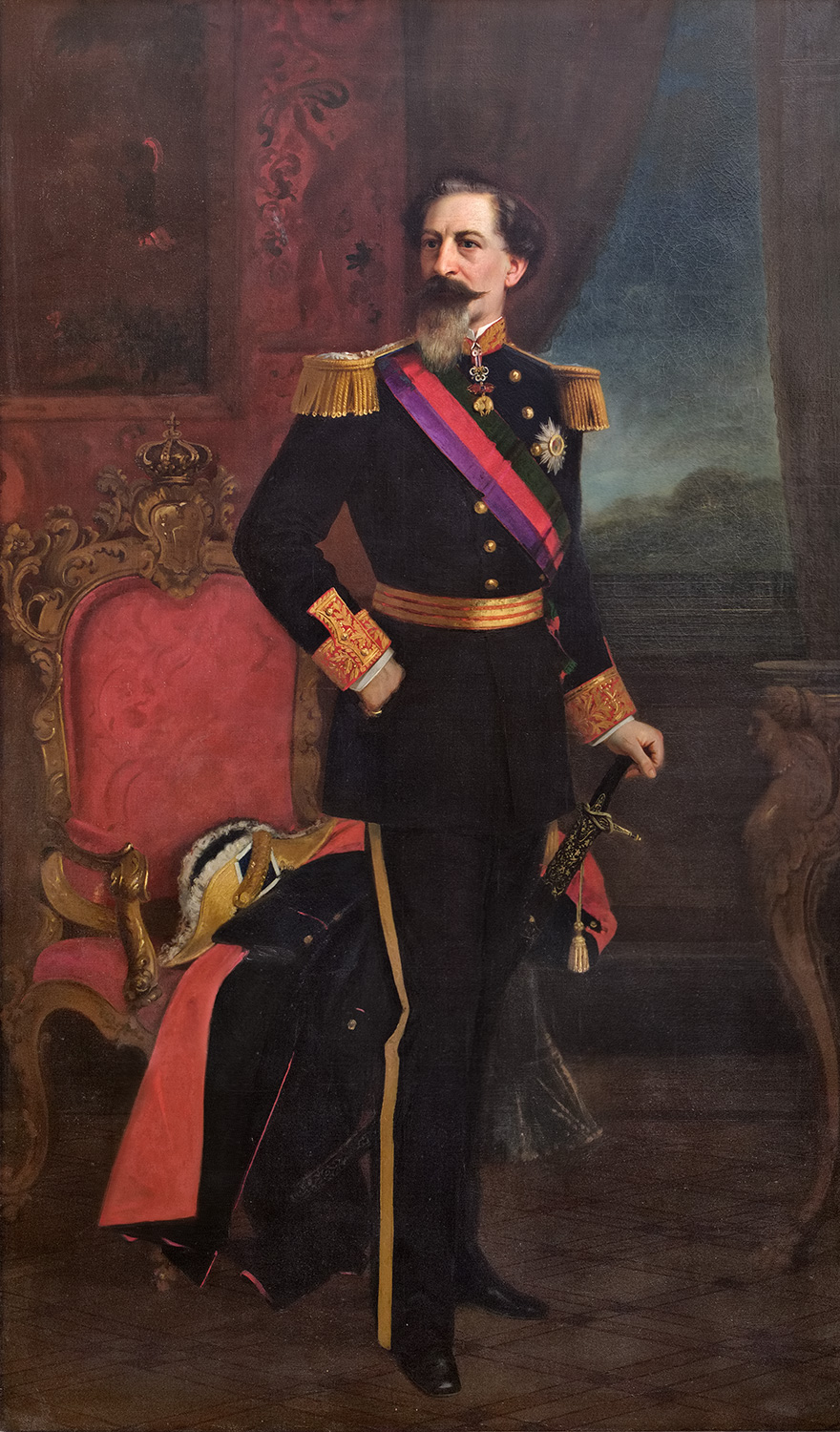
Ferdinand II (roi de Portugal) par Joseph-Fortuné-Séraphin Layraud (1877).

Léopold mène également une intense politique matrimoniale et se sert adroitement de ses relations familiales pour protéger le jeune royaume face aux ambitions françaises, notamment des menaces d'annexion sous le règne de Napoléon III.
Dans cet esprit, Léopold œuvre activement dans l'établissement matrimonial stratégique de ses neveux et nièces et de deux de ses enfants. En 1836, son neveu Ferdinand épouse la reine Marie II de Portugal et devient dès lors roi consort de Portugal, royaume traditionnellement protégé par la Grande-Bretagne. En 1840, est conclu le mariage entre un neveu que Léopold a formé et une nièce qu'il a élevée : Albert épouse sa cousine la reine Victoria du Royaume-Uni. En 1843, Auguste, neveu du roi Léopold, épouse Clémentine d'Orléans, sœur de la reine Louise, union qui présente en outre l'avantage d'allier la famille de Saxe-Cobourg avec sa belle-famille d'Orléans. En 1846, Léopold, son neveu, frère puîné d'Auguste et de Ferdinand, manque d'épouser la reine Isabelle II d'Espagne.
Quant aux enfants du roi Léopold, deux d'entre eux, Léopold et Charlotte, s'allient à la plus prestigieuse des maisons, les Habsbourg-Lorraine, anciens souverains de la Belgique et du Saint-Empire. En 1853, son fils et héritier Léopold épouse l'archiduchesse Marie-Henriette, cousine de l'empereur François-Joseph Ier. Quatre ans plus tard, en 1857, Charlotte, fille unique du roi épouse le frère cadet de l'empereur d'Autriche : l'archiduc Maximilien futur empereur du Mexique.
Enfin, en 1862, le futur Édouard VII (fils de la reine Victoria et donc petit-neveu du roi Léopold) se fiance à Bruxelles avec la princesse Alexandra de Danemark, sous les auspices de Léopold Ier. Animée par le même esprit, la reine Victoria, alliée à la famille royale belge, perpétuera cette politique matrimoniale, méritant à la génération suivante le qualificatif de « Grand-mère de l'Europe ».
Vers la fin de son règne, le rôle que Léopold joue dans la diplomatie belge diminue au profit du gouvernement. Ainsi, en 1859, il ne parvient pas à convaincre son cabinet d'envoyer une brigade belge soutenir les Anglais et les Français en expédition en Chine. De même, il ne prend que faiblement part aux négociations relatives au rachat du péage de l'Escaut qui aboutissent en 1863.

##### Expéditions lointaines et tentatives d'expansion coloniale
Lorsque Léopold Ier prête le serment constitutionnel, la Belgique ne dispose d'aucune possession coloniale et ne peut prétendre à aucun partage des colonies néerlandaises. Or, le nouvel État cherche à développer son industrie et son commerce, ce qui nécessite d'établir des rapports commerciaux avec les pays d'outre-mer. Le roi Léopold voit aussi dans l'acquisition d'une colonie un remède au paupérisme croissant, comme il le souligne dans son discours du trône de 1845. L'industrialisation bouleverse l'ordre social, la crise alimentaire en Flandre devient préoccupante.
Les projets inspirés par le roi et soutenus par ses propres deniers sont nombreux, mais avortent aussitôt conçus. Il songe à acquérir dans les Antilles l'île des Pins, puis l'île de la Tortue. Le gouvernement suédois offre de céder l'île Saint-Barthélémy, mais c'est la France qui l'acquiert. Il est aussi question d'acheter les îles Féroé, mais elles ne sont pas à vendre. Un projet de protectorat belge sur une partie de la Nouvelle-Zélande échoue également. Une compagnie anglaise envisage la valorisation, pour le compte de la Belgique, de l'archipel des Nicobar, mais seul un tiers du capital est réuni. L'Espagne cherche un acquéreur pour les îles Philippines : un consortium serait fondé et consentirait à financer une société dont le siège serait à Bruxelles à condition que le gouvernement garantisse un intérêt de 5 %. Le gouvernement décline cette offre. On évoque aussi, en 1843, un comptoir belge en Abyssinie.

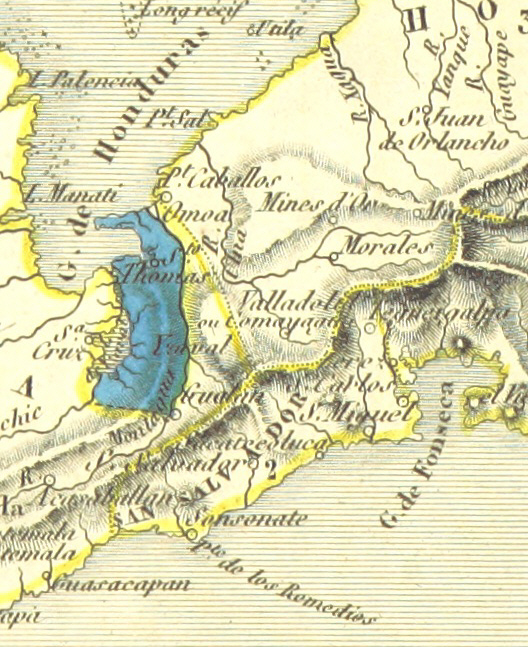
La colonie belge du Guatemala à Santo Tomás de Castilla (1844).

La Compagnie belge de colonisation est fondée le 18 septembre 1841 sous le patronage du roi. Ses objectifs sont de « créer des établissements agricoles, industriels et de commerce dans les différents États de l'Amérique centrale et d'autres lieux » et « d'établir des relations de commerce entre ces pays et la Belgique ». Dans les faits, la compagnie dispose d'une concession de 404 666 hectares de terres du district de Santo Tomás de Castilla (département de Vera-Paz, actuel Guatemala), accordée par le récent régime autoritaire de Rafael Carrera. Cette création est sanctionnée par arrêté royal le 7 octobre de la même année et l'État Belge lui accorde une importante subvention.
Conformément aux statuts, une commission d'exploration est envoyée le 9 novembre 1841 afin de préparer le terrain et de finaliser le transfert. La première mission belge embarquée à bord de la goélette Louise-Marie arrive sur place. Dès qu'ils débarquent, les Belges voient leur nombre diminuer quotidiennement en raison de conditions sanitaires défavorables. Cependant, le roi se laissant influencer par les rapports trop enthousiastes du chef de la mission souhaite la poursuite du projet. Jusqu'en 1847, de nouveaux convois quittent la Belgique composés de quelques notables et de plusieurs centaines de colons, anciens prisonniers et gens de petite condition, recrutés à grand renfort de propagande et inconscients du sort réel qui les attend. En raison du manque de contingent venu de métropole et du taux important de mortalité parmi les colons, l'expérience s'avère être un échec. En 1855, le Guatemala finit par retirer ses droits à la compagnie.
En 1859, le Royaume-Uni et la France envoient des corps expéditionnaires en Chine à destination de Pékin. Sous l'impulsion de son fils le futur Léopold II, fasciné par l'Extrême-Orient, le roi cherche à impliquer la Belgique dans cette expédition, par l'envoi de volontaires, afin que le royaume recueille des bénéfices similaires à ceux de ses deux voisins. Le souverain prend contact avec l'empereur des Français qui marque son accord sur le principe. Le gouvernement refuse toutefois d'utiliser d'importants crédits pour s'immiscer dans un conflit vis-à-vis duquel la Belgique n'est pas partie prenante.
En 1860, le roi Léopold, considérant les excellentes relations commerciales et diplomatiques avec le Brésil, songe à y envoyer s'établir son fils cadet Philippe, comte de Flandre. Célibataire, le prince pourrait épouser l'une des deux filles de l'empereur Pedro II. Ce dernier souhaite en effet octroyer à ses futurs gendres de vastes territoires sur lesquels s'installeraient des colons européens. Un mariage belgo-brésilien constituerait une belle opportunité d'investissements et étendrait l'influence des Cobourg outre-Atlantique. Initialement désireux de se rendre au Brésil pour estimer si l'une des princesses lui convient, le comte de Flandre temporise avant de renoncer définitivement à tout projet au Brésil.
À la fin du règne de Léopold Ier, la Belgique n'a toujours pas de colonie. Son fils et successeur s'investira, lui aussi, dans l'expansion du royaume et rencontrera davantage de succès.

##### Expédition du Mexique

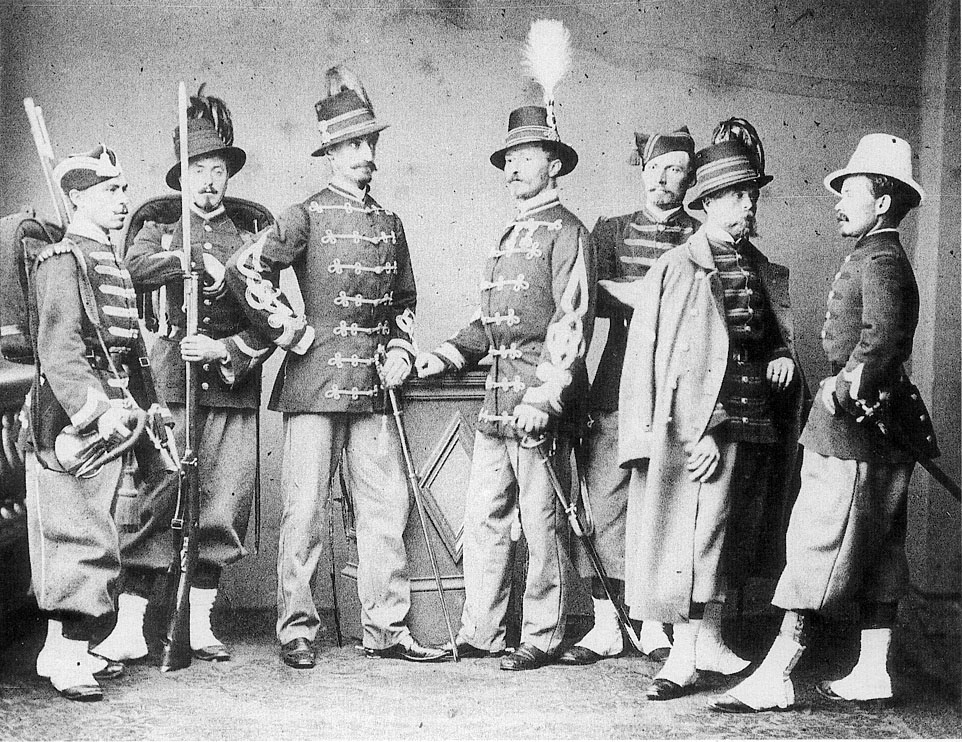
Membres de la légion belge (1865-66).

Le 27 juillet 1857, Charlotte, fille unique du roi Léopold, épouse à Bruxelles l'archiduc Maximilien, frère cadet de l'empereur François-Joseph Ier d'Autriche. Contrairement au mariage de son frère Léopold avec Marie-Henriette, imposé quatre ans auparavant par le roi en vue de renforcer la dynastie belge, c'est Charlotte qui choisit son conjoint. Son père aurait préféré son propre petit-neveu le roi Pierre V de Portugal. Quelques semaines plus tard, le 6 septembre 1857, Maximilien est nommé vice-roi du royaume de Lombardie-Vénétie. Lors de la guerre austro-sarde de 1859, estimant qu'une entente austro-prussienne constitue la meilleure garantie pour le maintien de l'équilibre européen, le roi des Belges a l'audace de prodiguer des conseils stratégiques à l'empereur d'Autriche, qui ne les suit pas davantage qu'il ne les avait sollicités. Lorsque l'Autriche perd la Lombardie, Léopold conseille à la Prusse de rassembler une armée sur le Rhin. Ce conseil, une fois connu, représente Léopold comme ayant pris le parti prussien alors qu'il ne songeait qu'à sauver l'Autriche.
De l'autre côté de l'Atlantique, le président du Mexique, le libéral Benito Juárez, suspend le 17 juillet 1861 le paiement de la dette extérieure du pays. Cette décision affecte le Royaume-Uni, l'Espagne et la France. L'empereur des Français, Napoléon III, saisit ce prétexte pour intervenir au Mexique. Il nourrit l'ambition de créer en Amérique un empire catholique contre-pesant les États-Unis, lesquels sont en proie à la guerre de Sécession. Il propose la couronne du Mexique à Maximilien afin de compenser diplomatiquement l'engagement français en Italie et de renforcer l'alliance franco-autrichienne. Après avoir tergiversé une année, Maximilien accepte la couronne impériale mexicaine. Il entre, le 12 juin 1864, dans Mexico, accompagné de son épouse, et ce, malgré l'opposition armée des républicains mexicains.
Léopold, qui entend soutenir sa fille et caresse des espoirs d'expansion coloniale, encourage l'envoi d'une légion belge, composée de volontaires. Cette légion, forte de 4 000 hommes, est durement battue par les républicains lors de la bataille de Tacámbaro, le 11 avril 1865, mais remporte la victoire de la Loma le 16 juillet 1865 sous les ordres du lieutenant-colonel — plus tard général — Alfred van der Smissen.
En avril 1865, la guerre de Sécession au sujet de laquelle Léopold marque une nette prédilection en faveur du Sud prend fin. Cette issue permet au gouvernement américain d'apporter son soutien aux troupes du gouvernement républicain menées par Benito Juárez. Léopold meurt en décembre 1865 alors que sa fille et son gendre venaient de lui demander un ultime conseil au sujet de la situation délétère qu'ils connaissent. Impuissant, le monarque leur répond : « God bless you », je ne puis plus vous aider.
L'ampleur de la résistance mexicaine et l'appui qu'elle reçoit des États-Unis obligent Napoléon III à ordonner le 15 janvier 1866 l'abandon de Mexico, Puebla et Veracruz, engendrant dès lors le départ de la plupart des Belges. Charlotte quitte le Mexique, le 9 juillet 1866, afin de réclamer, en vain, de l'aide auprès des cours européennes. L'empereur Maximilien, qui a refusé d'abdiquer, est fait prisonnier à Santiago de Querétaro, où il est exécuté le 19 juin 1867 alors que Charlotte sombre dans la folie.

##### Guerre de Sécession
Pendant la guerre civile américaine, Léopold Ier, malgré l'obligation de neutralité de la Belgique, se montre favorable à l'indépendance des États confédérés en raison du blocus économique imposé par l'Union, qui empêchait, notamment, l'exportation de marchandises sudistes vers les usines des états européens. Le roi des Belges joue, selon l'historien Francis Balace, un rôle important en correspondant avec divers diplomates pour les convaincre de soutenir davantage les rebelles. Jacques Portes, historien de l'Amérique du Nord, minore, pour sa part, le rôle que le roi des Belges a pu jouer et le borne à des correspondances diplomatiques inopérantes en ce qui regarde la neutralité de la Belgique dans la guerre de Sécession.

#### Dernières années

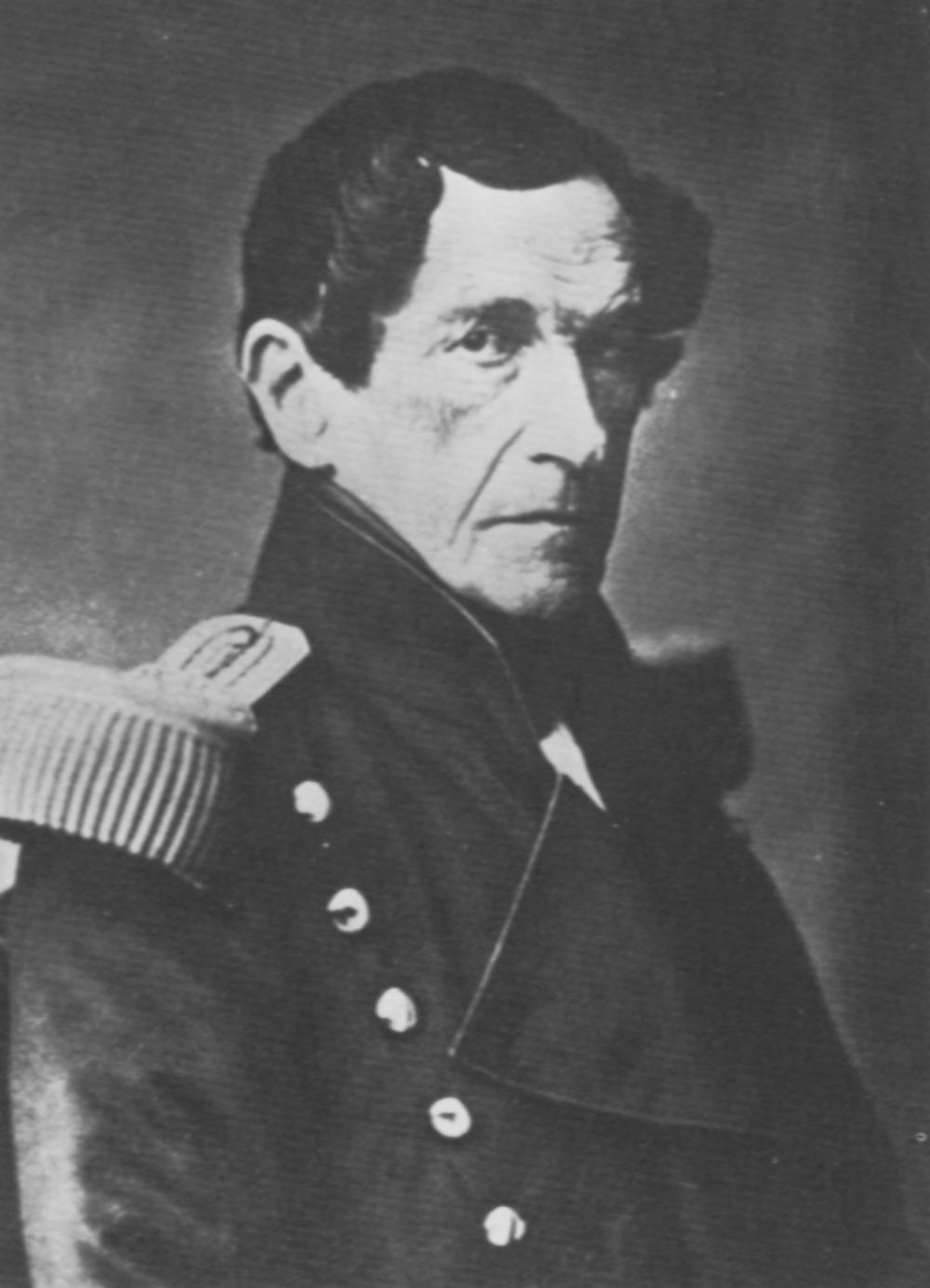
Léopold Ier par Nadar (vers 1864).

Jusqu'à ses 70 ans, le roi jouit d'une bonne santé. En 1861, il est confronté à plusieurs deuils qui l'affectent beaucoup. Sa sœur Victoire, la mère de la reine Victoria, meurt en mars. En novembre, c'est son petit-neveu, le roi Pierre V de Portugal qui succombe des suites de la fièvre typhoïde à 24 ans, quelques jours après son jeune frère Ferdinand et quelques semaines avant son autre frère Jean. En décembre, c'est son neveu le prince consort Albert auquel Léopold est particulièrement attaché qui meurt brutalement. Léopold se rend aux funérailles et tente de consoler sa nièce la reine Victoria. Là, en Grande-Bretagne, il souffre de calculs rénaux. En mars 1862, le roi subit une première lithotripsie, laquelle est renouvelée à de nombreuses reprises dans les mois qui suivent. En décembre 1864, le roi peut encore s'adonner à la chasse. Au début de 1865, le roi est victime d'une congestion cérébrale. Après un léger mieux en été, son état s'altère à l'automne.

### Mort et funérailles

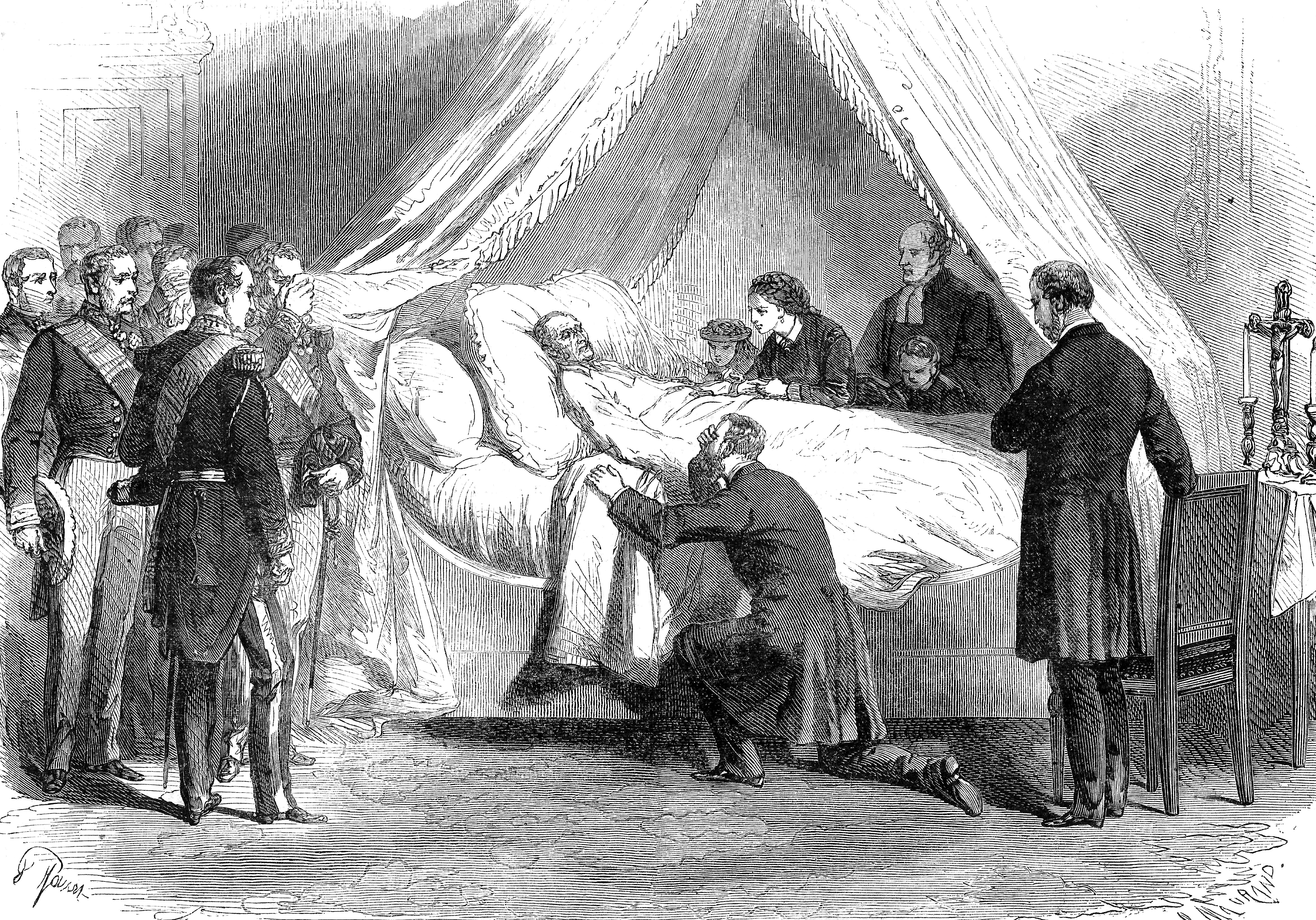
Mort du roi le 10 décembre 1865. Gravure de Gustave Janet (Le Monde illustré du 23 décembre 1865).

Le 23 novembre 1865, le roi est ramené d'urgence du domaine d'Ardenne à Laeken. Il y signe encore un lot d'arrêtés, mais le 2 décembre, le secret de son état de santé ne peut plus être gardé. Le Moniteur annonce officiellement la maladie du roi et laisse présager une issue fatale. On assure que, ce même 2 décembre, le roi fait venir son pianiste pour l'entendre jouer l'ouverture de Tannhäuser. Le surlendemain, il sanctionne une dernière nomination. Cependant, ses forces déclinent sous l'effet d'une dysenterie persistante. Le 9 décembre, la situation paraît désespérée, mais le roi passe la nuit. Le lendemain, sa famille, précédée par la duchesse de Brabant, force la consigne qui la tenait éloignée du roi. La duchesse de Brabant s'agenouille au chevet de son beau-père et échange quelques mots avec lui. Elle fait ensuite appeler l'ensemble de la famille royale que le roi bénit un à un, sans que l'on soit certain qu'il les voit et entend réellement. Le pasteur protestant et chapelain du roi, Frédéric-Guillaume Becker, est alors introduit dans la chambre et adresse quelques paroles au mourant lequel répond : « Pardon, mon Dieu, pardon. » Tenant la main de la future reine, le roi Léopold meurt le 10 décembre 1865 à 11 h 45 du matin au château de Laeken, à l'âge de 74 ans.

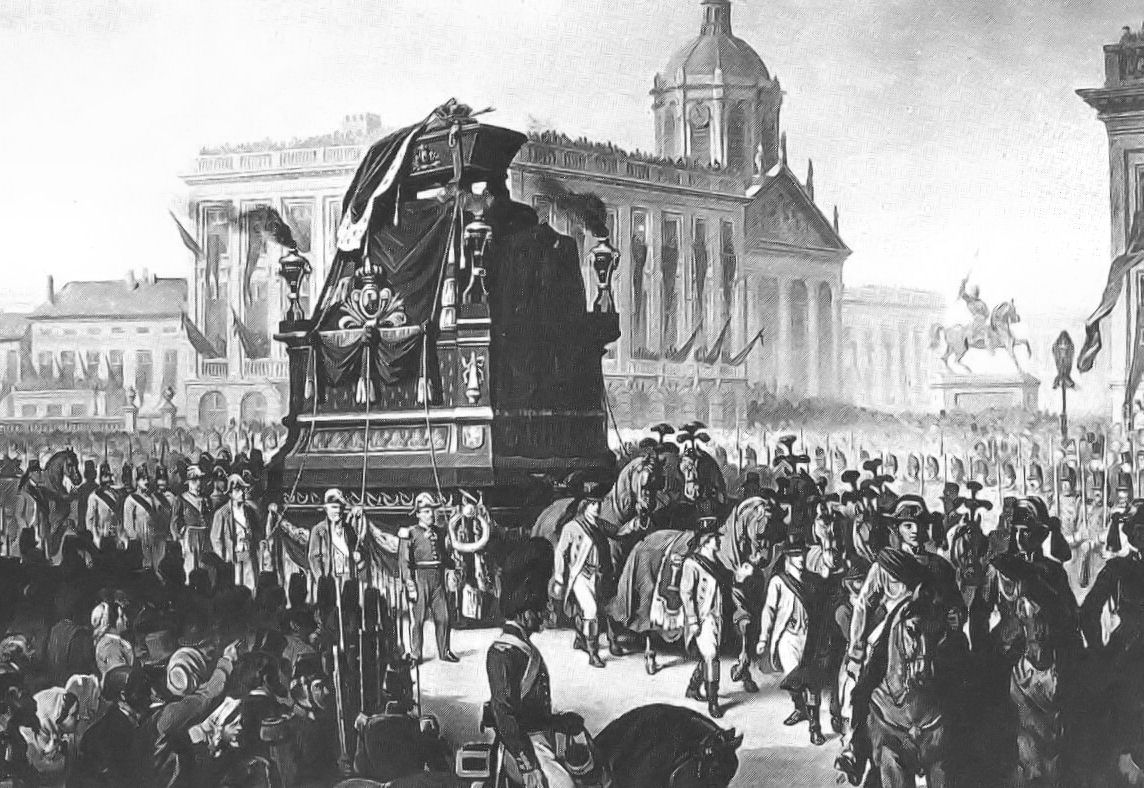
Cortège funèbre du roi.

Le 16 décembre, les funérailles du roi sont célébrées avec beaucoup de solennité. Il est, dans un premier temps, inhumé dans la chapelle Sainte-Barbe de l'ancienne église de Laeken auprès de la reine Louise. Ce n'est que le 20 avril 1876 que ses restes et ceux de la reine reposent dans la crypte royale à la nouvelle église Notre-Dame de Laeken. Quelque 500 000 personnes prennent place le long du cortège funèbre. Une importante représentation du gotha européen est présente : le roi de Portugal, le prince de Galles, le prince royal de Prusse, l'archiduc Joseph, le prince Arthur de Grande-Bretagne, le prince Adalbert de Prusse, le duc de Cambridge, le prince Louis de Hesse, le prince Nicolas de Nassau, le grand-duc de Bade, le prince Georges de Saxe, le prince Auguste de Saxe-Cobourg, le roi Charles Ier de Wurtemberg, le prince Léopold de Hohenzollern-Sigmaringen, le duc de Nemours, le duc d'Aumale et le prince de Joinville auxquels se joignent les envoyés extraordinaires des corps diplomatiques de France, Russie et Turquie. Le défunt monarque étant protestant, on élève hâtivement une chapelle de bois et de plâtre — en face de l'église de Laeken — où est dit le service religieux protestant. Laissant selon les vœux du cardinal Sterckx, primat de Belgique, les ministres du culte protestant dans le temple provisoire à l'extérieur du parvis, le lourd cercueil porté par vingt-quatre sous-officiers pénètre alors dans l'église de Laeken. Traversant la nef, le corps est déposé dans la chapelle Sainte-Barbe. Le cercueil est mis dans un coffre d'ébène, lamé d'or, que scelle le ministre de la Justice.
Léopold II, qui succède à son père à l'âge de 30 ans, fait le lendemain, le 17 décembre 1865, son entrée à Bruxelles. Il règnera jusqu'en 1909.

## Honneurs

### Phaléristique
- Grand maître et fondateur (11 juillet 1832) de l'ordre de Léopold, décoré de[93],[94] :

- Chevalier de l'ordre militaire de Marie-Thérèse d'Autriche (1814).
- Chevalier de l'ordre de la Fidélité (Bade) (1843).
- Grand-croix de l'ordre du Lion de Zaeringen (Bade) (1843).
- Chevalier de l'ordre de Saint-Hubert (Bavière) (1821).
- Commandeur de l'ordre militaire de Maximilien-Joseph de Bavière (1812).
- Grand-croix de l'ordre du Mérite civil de la couronne de Bavière (1808).
- Grand-croix de l'ordre de la Croix du Sud (Brésil) (février 1841).
- Grand-croix de l'ordre de l'Éléphant (Danemark) (16 juin 1846).
- Chevalier de l'ordre de Saint-Janvier (Deux-Siciles).
- Grand-croix de l'ordre de Saint-Ferdinand et du Mérite (Deux-Siciles).
- 947e Chevalier de l'ordre de la Toison d'or (Espagne) (28 mars 1835).
- Grand-croix de la Légion d'honneur de France (30 mai 1832).
- Chevalier de l'ordre de la Jarretière (Grande-Bretagne) (23 mai 1816).
- Grand-croix de l'ordre du Bain de Grande-Bretagne (23 mai 1816).
- Grand-croix de l'ordre du Sauveur (Grèce) (1843).
- Chevalier de l'ordre de Saint-Georges (Hanovre) (1853).
- Grand-croix de l'ordre royal des Guelfes (Hanovre) (22 mars 1816).
- Grand-croix de l'ordre de Louis Ier de Hesse (15 octobre 1859).
- Grand-croix de l'ordre du Lion d'or (Hesse-Cassel) (15 avril 1846).
- Grand-croix de l'ordre de Saint-Étienne de Hongrie (9 février 1849).
- Grand-croix de l'ordre du Lion d'or de la maison de Nassau (Luxembourg) (1858).
- Grand-croix de l'ordre de Notre-Dame de Guadalupe (Mexique) (1865).
- Collier de l'ordre de l'Aigle mexicaine (Mexique) (1er janvier 1865).
- Grand-croix de l'ordre du Mérite du duc Pierre-Frédéric-Louis (grand-duché d'Oldenbourg) (13 mars 1844).
- Grand-croix de l'ordre du Lion néerlandais (Pays-Bas) (1849).
- Grand-croix de l'ordre du Lion et du Soleil de Perse (décembre 1859).
- Grand-croix de l'ordre de la Tour et de l'Épée (Portugal) (26 avril 1836).
- Grand-croix de l'ordre du Christ (Portugal) (6 avril 1852).
- Grand-croix de l'ordre de Saint-Benoit d'Aviz de Portugal (6 avril 1852).
- Grand-croix de l'ordre de Santiago (Portugal) (6 avril 1852).
- Chevalier de l'ordre de l'Aigle noir (Prusse) (21 septembre 1828) .
- Grand-croix de l'ordre de l'Aigle rouge (Prusse).
- chevalier de l'ordre prussien de Saint-Jean (Prusse) (1810).
- Croix de fer de 1re classe (Prusse).
- Croix de Kulm (Prusse) (4 décembre 1813),
- Chevalier de l'ordre impérial et militaire de Saint-Georges (Russie) (9 septembre 1813) .
- Chevalier de l'ordre de Saint-André (Russie).
- Chevalier de l'ordre de Saint-Alexandre Nevski (Russie) (21 octobre 1814).
- Chevalier 1re classe de l'ordre de Sainte-Anne (Russie).
- Chevalier de l'ordre suprême de la Très Sainte Annonciade (Sardaigne) (30 septembre 1840).
- Chevalier de l'ordre de la Couronne de Saxe (1816).
- Grand-croix de l'ordre de la maison ernestine de Saxe (duché de Saxe-Cobourg et Gotha) (25 décembre 1833).
- Grand-croix de l'ordre du Faucon blanc (Saxe-Weimar) (1er septembre 1845).
- Chevalier de l'ordre des Séraphins (Suède) (30 octobre 1849).
- Grand-croix de l'ordre de Saint-Joseph (grand-duché de Toscane).
- Ordre husseinite avec brillants de Tunisie (22 septembre 1861).
- Décoré 1re classe de l'ordre du Médjidié (Turquie) (octobre 1861).

### Monuments
- 1852 : Statue en pied de Léopold Ier, face à l'hôtel de ville d'Ixelles par Aimable Dutrieux[95].
- 1859 : Statue de Léopold Ier, au sommet de la colonne du Congrès (Bruxelles)[L 28].
- 1867 : Monument en la chapelle Saint-Georges de Windsor réalisé à la demande de la reine Victoria[96].
- 1869 : Statue de Léopold Ier, place Léopold, à Namur par Guillaume Geefs[97].
- 1872 : Statue équestre de Léopold Ier, place Léopold à Anvers par Joseph Geefs[98]
- 1877 : Monument Léopold Ier, place Léopold à Mons par Louis-Eugène Simonis[99].
- 1880 : Monument Léopold Ier, par Louis de Curte (architecte) et Guillaume Geefs (sculpteur), dans le parc de Laeken (Bruxelles)[100].
- 1901 : Statue équestre de Léopold Ier, place Léopold Ier à Ostende par Jacques de Lalaing[101].
- 1958 : Monument Léopold Ier, à La Panne par René Cliquet (architecte) et Victor Martiny (sculpteur)[102].

### In memoriam
Plusieurs vaisseaux de la marine belge, dont la frégate Léopold Ier furent baptisés en son honneur. Son monogramme figure sur le drapeau de la ville flamande de Bourg-Léopold. Il est également apparu sur des timbres-poste et des pièces commémoratives depuis sa mort.

### Galerie

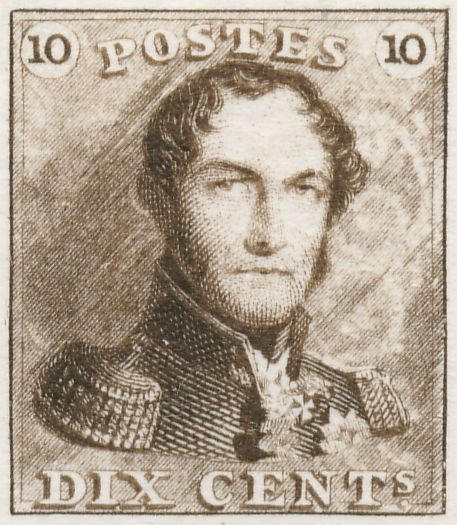
Timbre-poste dit « Épaulettes » (1849).
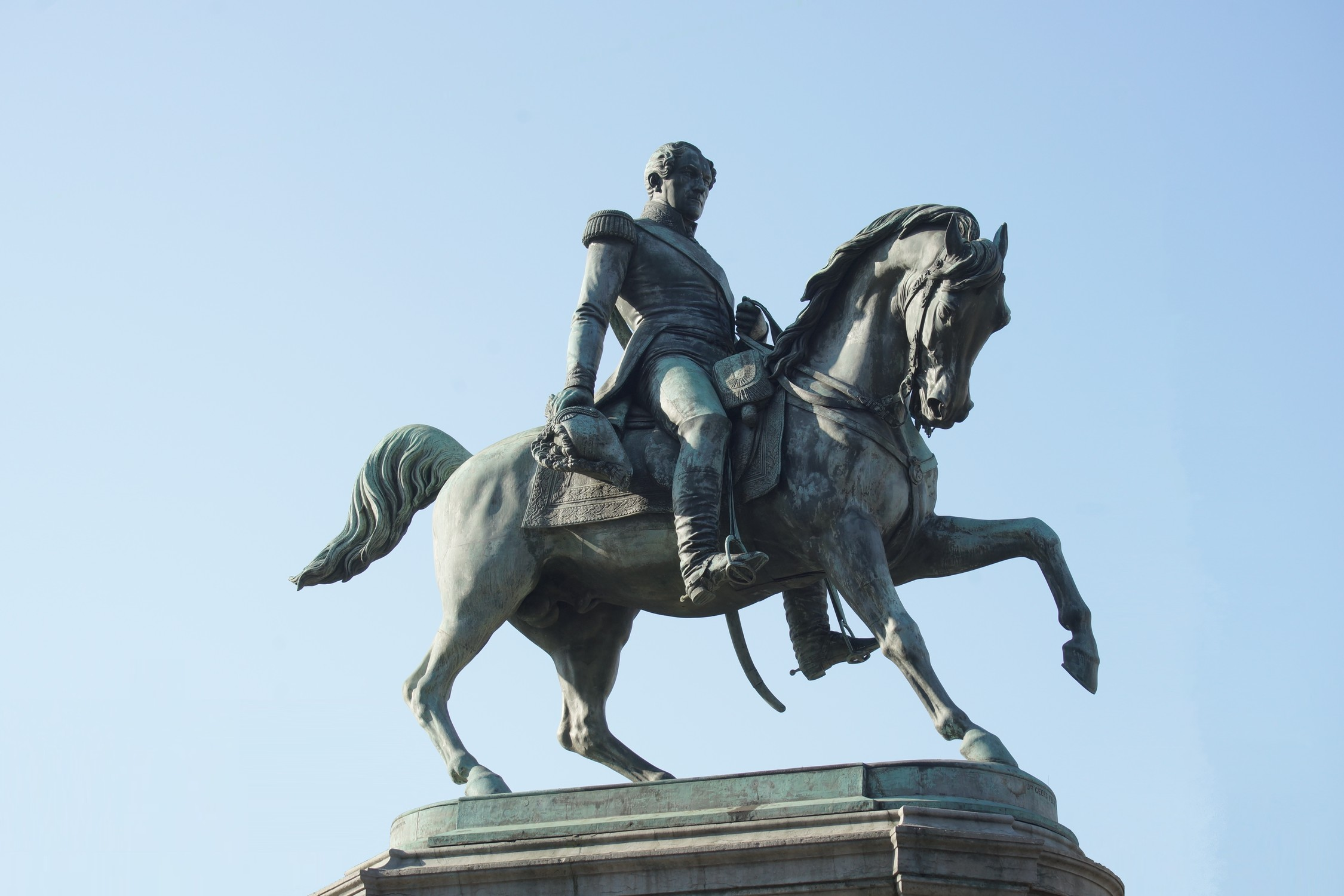
Statue équestre à Anvers (1872).
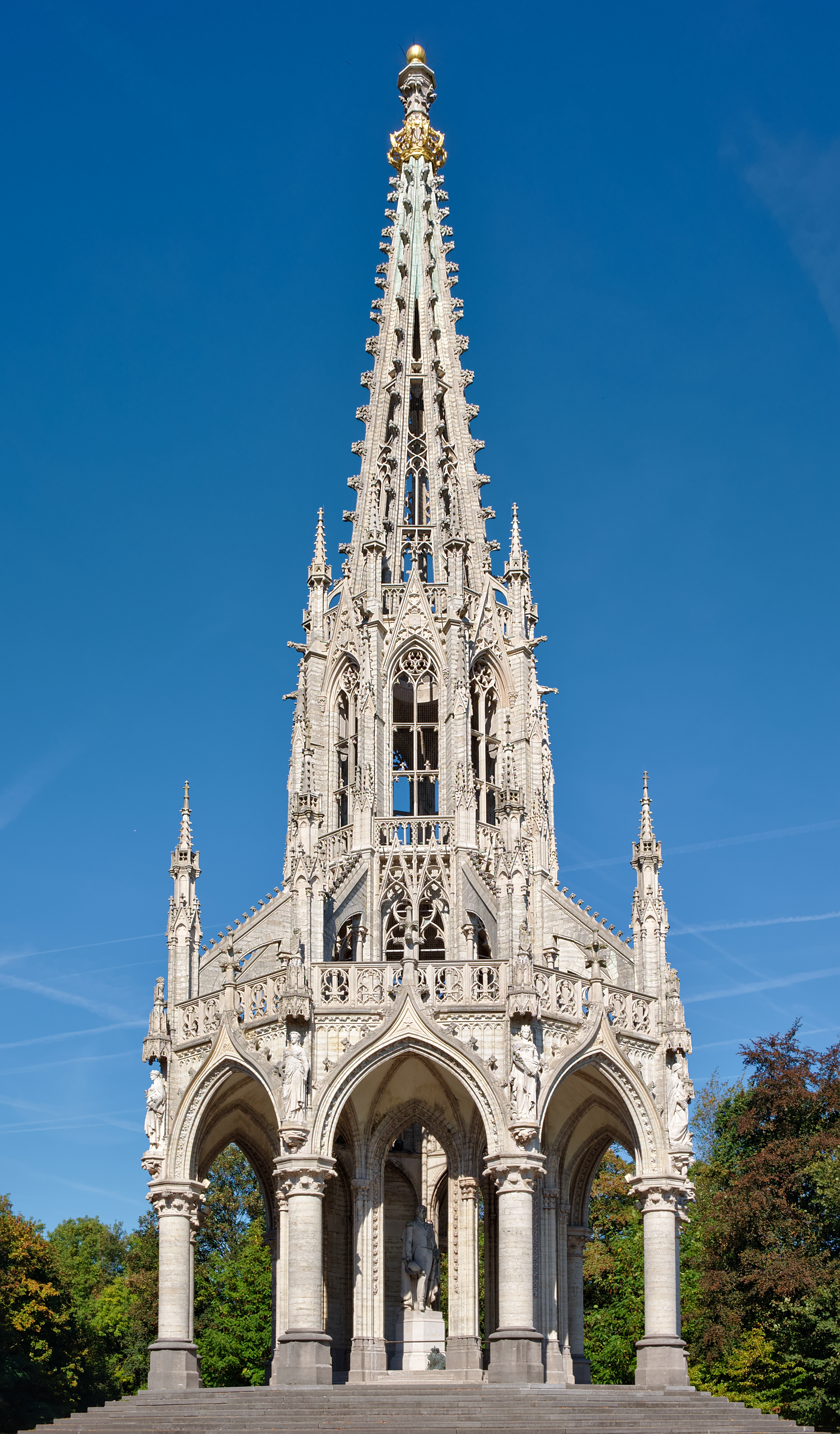
Mémorial Léopold Ier du parc de Laeken (1880).
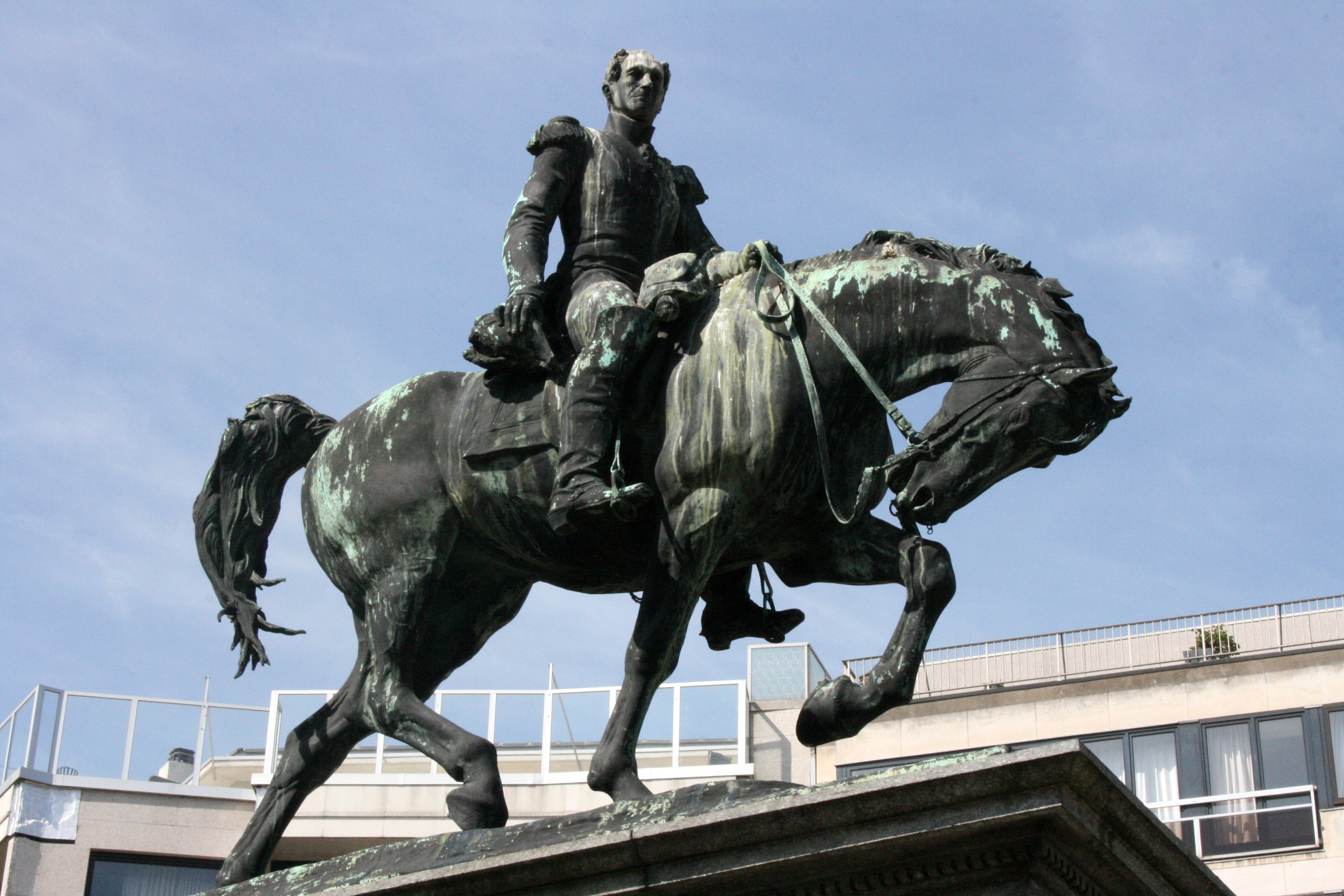
Statue équestre à Ostende (1901).
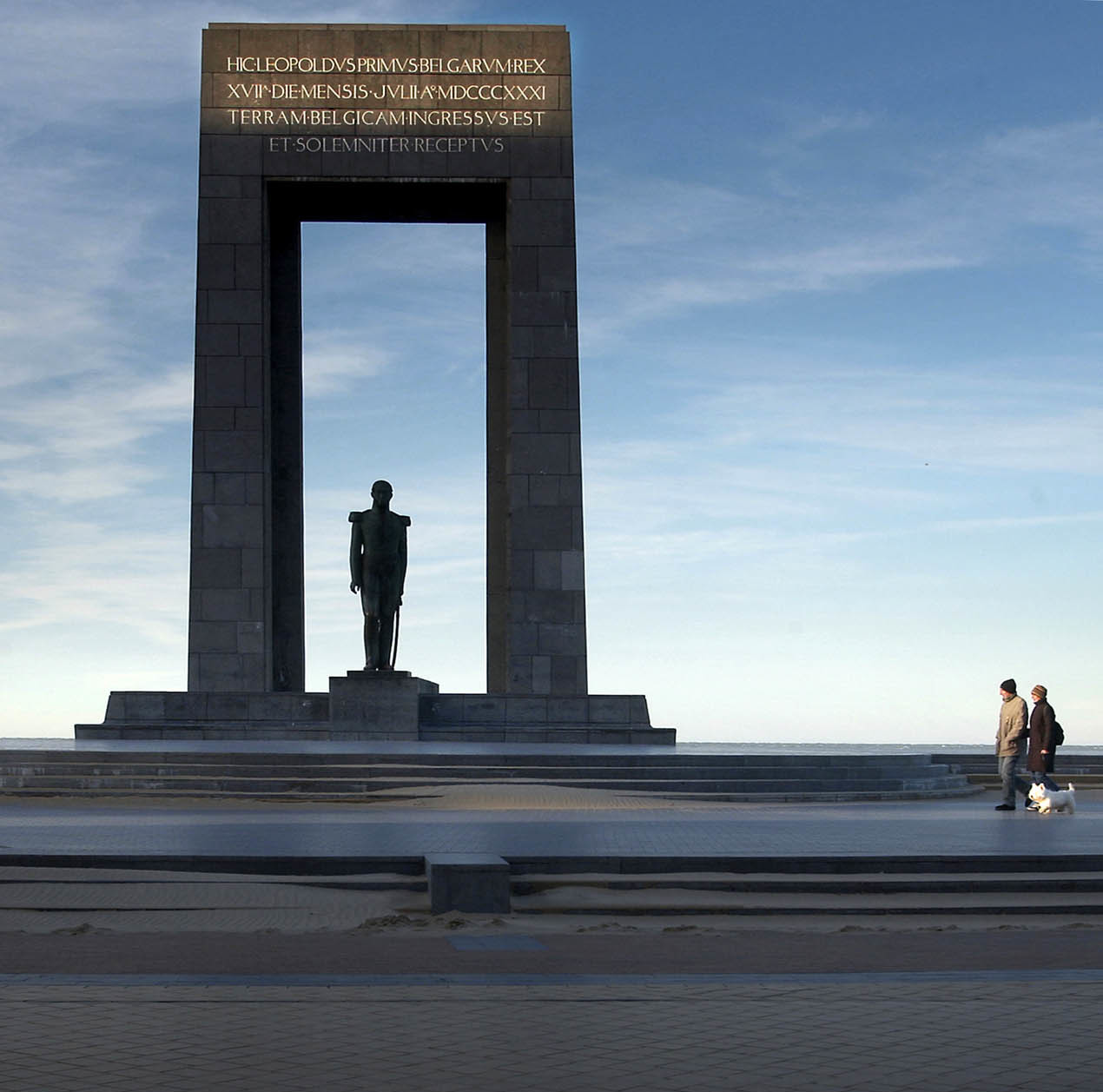
Monument à La Panne (1958).
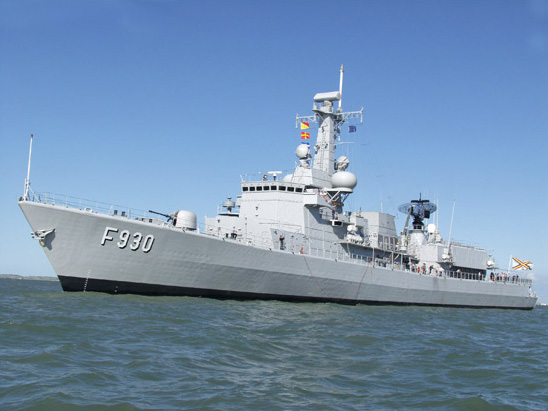
Frégate Léopold Ier (1988).

## Franc-maçonnerie
L'hypothèse de son appartenance à la franc-maçonnerie, sans appeler de réelle controverse, s'est vue largement remise en cause par plusieurs auteurs et ouvrages de référence,,. Sa réception, en septembre 1813, au sein d'une loge suisse de Berne appartenant au Grand Orient de France, durant une période où il est au service du tsar de Russie, n'est reconnue au XXIe siècle que comme honoraire et épisodique. Aucun autre document historique ne fait état de son appartenance à un ordre maçonnique durant son règne. Sans toutefois être un franc-maçon avéré au regard de cette réception éventuelle « par communication », il garde toutefois une attitude bienveillante à l'égard de la franc-maçonnerie belge durant son règne. Cette appartenance quasi-légendaire est reprise par le Grand Orient de Belgique à la mort du roi qui utilise un temps l'image d'un personnage de première importance et organise en février 1866 une cérémonie mémorielle en l'honneur du « Frère Léopold ».

## Titulature
- 16 décembre 1790 - 6 avril 1818 : Son Altesse Sérénissime le prince Léopold de Saxe-Cobourg-Saalfeld, duc en Saxe.
- 6 avril 1818 - 12 novembre 1826 : Son Altesse Royale le prince Léopold de Saxe-Cobourg-Saalfeld, duc en Saxe.
- 12 novembre 1826 - 4 juin 1831 : Son Altesse Royale le prince Léopold de Saxe-Cobourg et Gotha, duc en Saxe.
- 4 juin 1831 - 10 décembre 1865 : Sa Majesté le roi des Belges.

## Dans la culture populaire

### Cinéma et télévision
Le rôle de Léopold Ier a été incarné à l'écran, notamment par :
- Paul Henckels : Sa Majesté se marie (1936) ;
- Jean-Pierre Aumont : Le Destin de Léopold Ier (1948) ;
- Fred Liewehr : Les Jeunes Années d'une reine (1954) ;
- Jonathan Pryce : Victoria and Albert (2001) ;
- Thomas Kretschmann : Victoria : Les Jeunes Années d'une reine (2009) ;
- Kevin Janssens : De Troon (2010) ;
- Alex Jennings : Victoria (série télévisée, 2016).

### Dessin animé
Léopold, roi des Belges est un film d'animation franco-belge de Cédric Vandresse, qui « raconte l’histoire du roi savant, Léopold Ier, le premier roi des Belges ». Ce film a été produit par la société de production namuroise Mad Cat et racheté par Arte (2018).

### Bande dessinée
Le personnage de Léopold Ier apparaît en 2018 dans le premier volume d'une série de bande dessinée biographique, Charlotte impératrice, par Matthieu Bonhomme (dessin) et Fabien Nury (scénario).